# Черчилль, Уинстон
Сэр Уи́нстон Леона́рд Спе́нсер Че́рчилль (англ. Winston Leonard Spencer Churchill; 30 ноября 1874, Бленхеймский дворец, Вудсток, Англия — 24 января 1965, Кенсингтон и Челси, Лондон) — британский политический, государственный и военный деятель, писатель, дважды занимавший пост премьер-министра Соединённого Королевства: с 1940 по 1945 год во время Второй мировой войны и с 1951 по 1955 год. За исключением периода с 1922 по 1924 год, он был членом парламента с 1900 по 1964 год и представлял в общей сложности пять избирательных округов. Идеологически приверженец экономического либерализма и империализма, он большую часть своей карьеры был членом Консервативной партии, которую возглавлял с 1940 по 1955 год. С 1904 по 1924 год он был членом Либеральной партии. Лауреат Нобелевской премии по литературе (1953).
Черчилль родился в Оксфордшире в богатой аристократической семье Спенсеров, имевшей смешанное англо-американское происхождение. Он вступил в британскую армию в 1895 году и принимал участие в боевых действиях в Британской Индии, в Махдистской войне и во Второй англо-бурской войне, получив известность как военный корреспондент и написав книги о своих кампаниях. Избранный в 1900 году членом парламента от Консервативной партии, он перешёл на сторону либералов в 1904 году. В либеральном правительстве Герберта Генри Асквита Черчилль был президентом Совета по торговле и министром внутренних дел, выступая за реформу пенитенциарной системы и социальное обеспечение рабочих. Будучи первым лордом Адмиралтейства во время Первой мировой войны, он руководил Галлиполийской кампанией, но после того, как она обернулась катастрофой, был понижен в должности до канцлера герцогства Ланкастерского. В ноябре 1915 года он вышел в отставку и присоединился к Королевскому шотландскому стрелковому полку на Западном фронте, где прослужил шесть месяцев. В 1917 году он вернулся в правительство под руководством Дэвида Ллойд Джорджа и последовательно занимал посты министра боеприпасов, государственного секретаря по военным вопросам, государственного секретаря по вопросам авиации и государственного секретаря по делам колоний, курируя англо-ирландский договор и внешнюю политику Британии на Среднем Востоке. После двух лет отсутствия в парламенте он стал канцлером казначейства в консервативном правительстве Стэнли Болдуина, вернув в 1925 году фунт стерлингов к золотому стандарту, что привело к угнетению экономики Соединённого Королевства.
Находясь вне правительства в так называемые «годы бездействия» в 1930-х годах, Черчилль возглавил движение за перевооружение, чтобы противостоять угрозе милитаризма в нацистской Германии. С началом Второй мировой войны он был вновь назначен Первым лордом Адмиралтейства. В мае 1940 года он стал премьер-министром, сменив Невилла Чемберлена. Черчилль сформировал национальное правительство и руководил участием Британии в военных действиях союзников против держав «оси», что привело к победе в 1945 году. После поражения консерваторов на всеобщих выборах 1945 года он стал лидером оппозиции. В разгар холодной войны с Советским Союзом он публично предупреждал о «железном занавесе» советского влияния в Европе и выступал за европейское единство. В период между своими сроками он написал несколько книг, в которых рассказал о своём опыте во время войны. В 1953 году ему была присуждена Нобелевская премия по литературе. Он проиграл выборы 1950 года, но вернулся в должность в 1951 году. Во второй срок он был занят иностранными делами, особенно англо-американскими отношениями и сохранением того, что осталось от Британской империи, поскольку Индия теперь уже не была её частью. Внутри страны его правительство завершило разработку ядерного оружия. В 1955 году из-за ухудшения здоровья Черчилль подал в отставку, оставаясь членом парламента до 1964 года. После его смерти в 1965 году ему были устроены государственные похороны.
Один из самых значимых деятелей XX века, Черчилль по-прежнему популярен в Соединённом Королевстве и в других странах англосферы. Его обычно считают победоносным лидером военного времени, который защищал либеральную демократию от распространения фашизма, а также либеральным реформатором, который стимулировал создание современного государства всеобщего благосостояния. Однако в последнее время исследователи стали более критически относиться к Черчиллю, особенно в отношении его взглядов на расу и его непоколебимой приверженности британскому империализму. Тем не менее, историки и британская общественность часто считают Черчилля одним из величайших премьер-министров в истории Британии.

## Детство и юность
Уинстон Черчилль родился 30 ноября 1874 года в Бленхеймском дворце, родовом имении герцогов Мальборо, ветвь семьи Спенсер. Отец Черчилля — лорд Рэндольф Генри Спенсер Черчилль, третий сын 7-го герцога Мальборо, был известным политиком, депутатом Палаты общин от Консервативной партии, занимал должность Канцлера казначейства. Мать — леди Рэндольф Черчилль, в девичестве Дженни Джером (англ. Jennie Jerome), была дочерью богатого американского бизнесмена. Его дед по материнской линии — Леонард Джером, американский финансист и предприниматель, был потомком французских гугенотов еврейского происхождения Авроры (в девичестве Мюррей) Джером и Исаака Джерома.

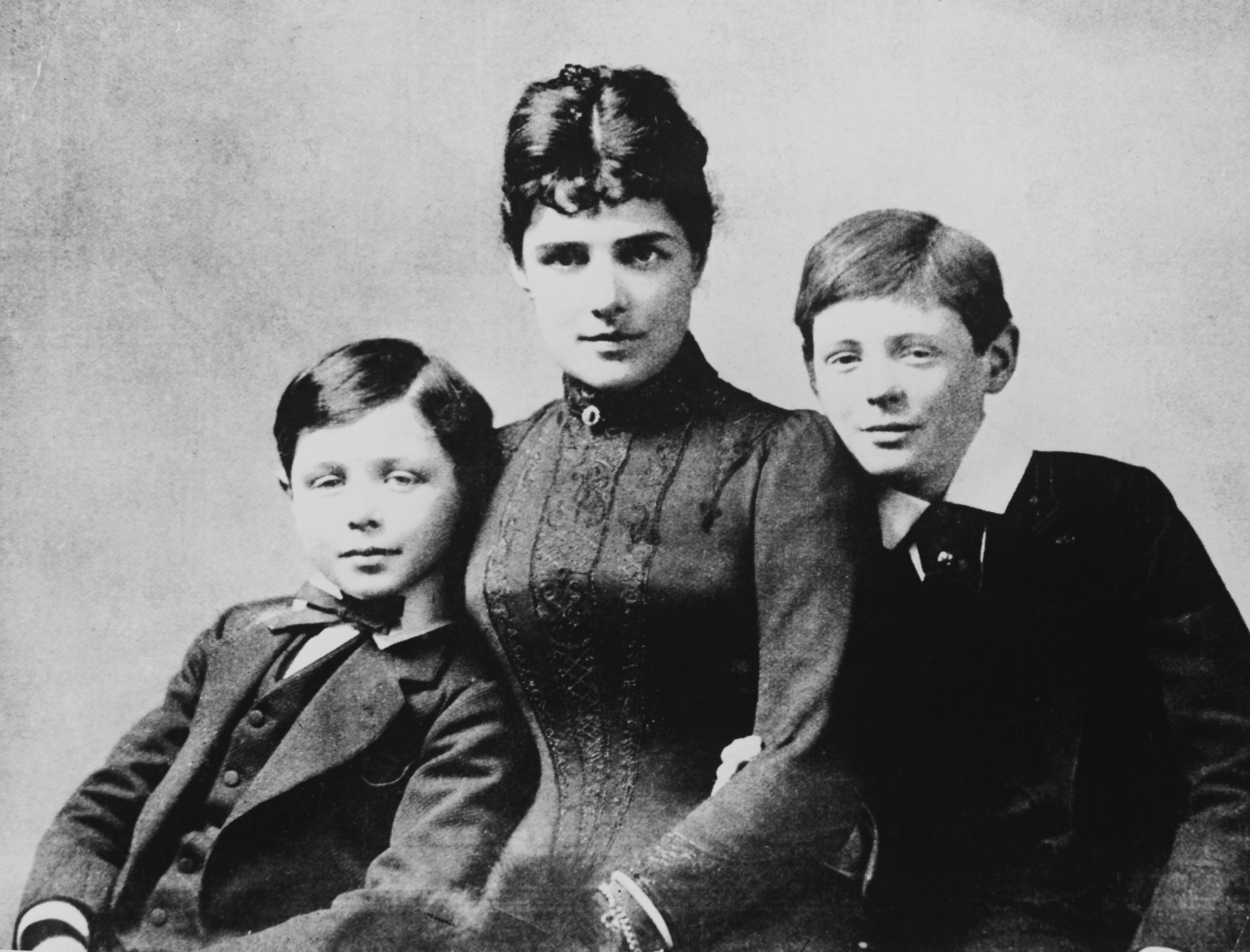
Дженни Черчилль со своими сыновьями Джоном (слева) и Уинстоном (справа). 1889

Как отец, занятый политической карьерой, так и мать, увлечённая светской жизнью, уделяли мало внимания сыну. С 1875 года забота о ребёнке была возложена на няню — Элизабет Энн Эверест (англ. Elizabeth Anne Everest). Она искренне любила воспитанника и была одним из самых близких для Черчилля людей.

Когда Черчиллю исполнилось восемь лет, его отправили в подготовительную школу Сент-Джордж. В школе практиковались телесные наказания, и Уинстон, постоянно нарушавший дисциплину, часто им подвергался. Осенью 1884 года Черчилль заболел. По рекомендациям семейного врача Робсона Руза, у которого была практика в Лондоне и Брайтоне, Уинстона перевели в школу в Брайтоне, где бы Руз мог следить за состоянием больного. Успехи в учёбе, особенно после перевода, были удовлетворительны, но аттестация по поведению гласила: 
Количество учеников в классе — 13. Место — 12-е.
В 1886 году он перенёс тяжёлое воспаление лёгких. Слабое здоровье, сомнительные успехи в учёбе и недисциплинированность побудили родителей отправить его не в Итонский колледж, где на протяжении многих поколений учились мужчины рода Мальборо, а в не менее престижный Хэрроу, дисциплине в котором уделялось чуть меньше внимания. В 1889 году его перевели в «армейский класс», где, помимо преподавания общеобразовательных предметов, учеников готовили к военной карьере. Школу он окончил в числе всего 12 учеников, сумевших выдержать экзамены по всем предметам, особо отмечались успехи в изучении истории. В Хэрроу он занялся фехтованием и достиг заметных успехов, став чемпионом школы в 1892 году.
28 июня 1893 года Черчилль с третьей попытки сдал экзамены в Королевское военное училище в Сандхерсте, — трудности были с письменной работой по латыни, — одно из самых престижных военных училищ Великобритании. Из-за низких оценок (92-й результат из 102) он стал курсантом-кавалеристом и получил перевод в более престижный пехотный класс благодаря тому, что несколько претендентов, показавших лучшие результаты, отказались от поступления. В Сандхерсте он учился с сентября 1893 года по декабрь 1894 года, окончив училище двадцатым в выпуске из 130
(по другим сведениям — восьмым в выпуске из 150). 20 февраля 1895 года Уинстону Черчиллю был присвоен чин второго лейтенанта.
В том же году он пережил две тяжёлые утраты: в январе умирает его отец, а в июле от перитонита скончалась его любимая няня.

## Армейская служба и первые литературные опыты

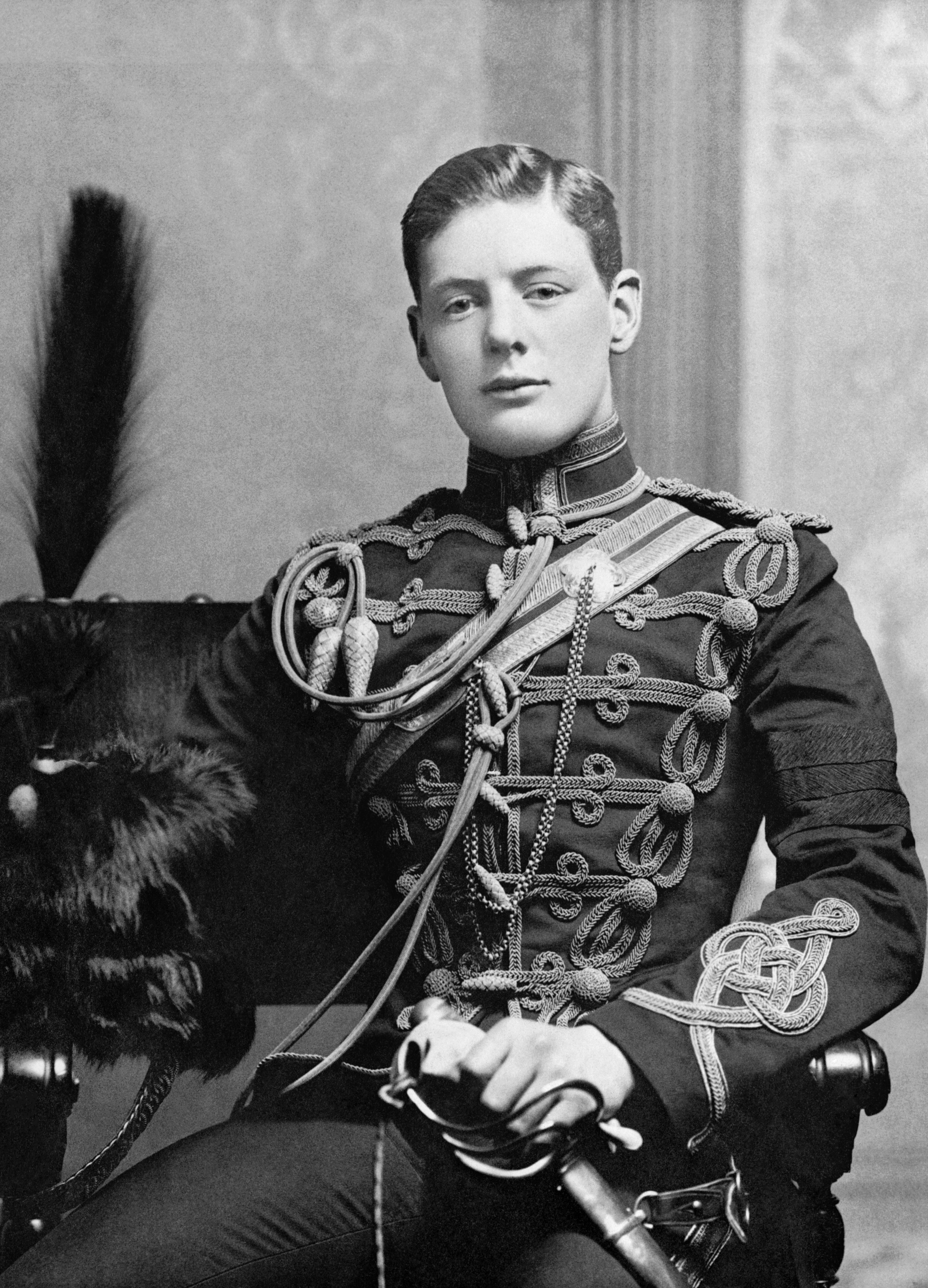
Черчилль в военной форме 4-го Королевского собственного гусарского полка. Олдершот, 1895

После получения чина Черчилль был зачислен в 4-й её королевского величества гусарский полк. Возможно, именно тогда он осознал, что военная карьера не очень его привлекает: «Чем дольше я служу, тем больше мне нравится служить, но тем больше я убеждаюсь в том, что это не для меня», писал он матери 16 августа 1895 года.
В 1895 году, благодаря обширным связям леди Рэндольф, Черчилль был направлен на Кубу, в качестве военного корреспондента газеты Daily Graphic освещать восстание местного населения против испанцев, но продолжал при этом числиться на действительной службе. Прикомандированный к испанским войскам, он впервые побывал под огнём. Газета опубликовала пять его статей, некоторые из них были перепечатаны New York Times. Статьи были встречены читателями благосклонно, и гонорар составил 25 гиней, что в то время было для Черчилля весьма значительной суммой. Испанское правительство наградило его медалью «Красный крест», и это придало популярности Черчилля скандальный характер, поскольку дало повод британской прессе усомниться в нейтральности корреспондента. Помимо награды и литературной известности, он приобрёл на Кубе две привычки, которые сопровождали его всю жизнь: курение кубинских сигар и послеобеденный отдых — сиеста. На обратном пути в Англию Черчилль впервые посетил Соединённые Штаты Америки.
В октябре 1896 года полк направляется в Индию и расквартировывается в Бангалоре. Черчилль много читает, пытаясь таким образом компенсировать отсутствие университетского образования, и становится одним из лучших игроков сборной полка по поло. По воспоминаниям подчинённых, он добросовестно относился к офицерским обязанностям и много времени уделял занятиям с гусарами и сержантами, но рутина службы тяготила его, дважды он ездил в отпуск в Англию (в том числе на торжества по случаю 60-летия правления королевы Виктории), путешествовал по Индии, посетив Калькутту и Хайдарабад.
Осенью 1897 года, снова пустив в ход свои личные связи и возможности матери, он добивается прикомандирования к экспедиционному корпусу, направленному на подавление восстания пуштунских племён (в первую очередь момандов) в горной области Малаканд, на северо-западе страны. Эта кампания оказалась гораздо более жестокой и опасной, чем кубинская. В ходе операции Черчилль проявил безусловную храбрость, хотя часто риск был излишним, вызванным бравадой, а не необходимостью. Он писал матери: «Я стремлюсь к репутации храбреца больше, чем к чему-либо ещё в этом мире».
В письме, адресованном бабушке, герцогине Мальборо, он в равной степени критикует обе стороны за жестокость, а саму кампанию за бессмысленность:

Люди из [пуштунских] племён пытают раненых и уродуют убитых. Солдаты никогда не оставляют в живых противников, попавших в их руки — раненых или нет. Полевые госпитали и конвои с больными служат для врага особыми целями, мы разрушаем резервуары, которые являются единственным источником [воды] летом и применяем против них пули — новые пули «Дум-дум» … разрушительный эффект которых просто ужасен.
…
Это разорительно финансово, безнравственно морально, под вопросом с военной точки зрения и грубый политический промах.
Оригинальный текст (англ.)The tribesman torture wounded and mutilate dead. The troops never spare a single man who falls into their hands — whether he be wounded or not. The field hospitals and sick convoys are the especial targets for the enemy and we destroy the tanks by which alone [water] for the summer can be obtained — and employ against them a bullet — the new Dum—Dum bullet ... the shattering effects of which are simply appalling.

...

Financially it is ruinous. Morally it is wicked. Military it is an open question and politically it is a blunder.

Письма с передовой были опубликованы Daily Telegraph, а по окончании кампании тиражом 8500 экземпляров была издана его книга «История Малакандского полевого корпуса» (англ. «The Story of the Malakand Field Force»). Из-за спешной подготовки к печати в книгу вкралось огромное количество типографских ошибок, Черчилль насчитал более 200 опечаток и с тех пор всегда требовал от наборщиков сдавать гранки для личной проверки.
Благополучно вернувшись из Малаканда, Черчилль немедленно начинает добиваться поездки в Северную Африку, освещать подавление махдистского восстания в Судане. Желание отправиться в очередную журналистскую командировку не встретило понимания командования, и он пишет непосредственно премьер-министру, лорду Солсбери, честно признаваясь, что мотивами поездки являются как желание освещать исторический момент, так и возможность извлечь личную, в том числе и финансовую выгоду от издания книги. В результате военное ведомство удовлетворило просьбу, назначив его на сверхштатную должность лейтенанта, в приказе о назначении было особо отмечено, что в случае ранения или смерти он не может рассчитывать на выплаты из фондов военного министерства.
Хотя на стороне восставших было численное превосходство, союзная англо-египетская армия имела подавляющее технологическое преимущество — многозарядное стрелковое оружие, артиллерию, канонерские лодки и новинку того времени — пулемёты Максима. Учитывая упорство местных фанатиков, колоссальное избиение было предрешено. В генеральном сражении при Омдурмане Черчилль принял участие в последней кавалерийской атаке британской армии. Он сам описал этот эпизод (из-за проблемы с рукой он не был вооружён обычным для офицера холодным оружием, что немало помогло ему в подвигах):

Я перешёл на рысь и поскакал к отдельным [противникам], стреляя им в лицо из пистолета, и убил нескольких — троих наверняка, двоих навряд ли, и ещё одного — весьма сомнительно.
Оригинальный текст (англ.)I pulled to a trot and rode up to individuals firing my pistol in their faces and killing several  — 3 for certain  — 2 doubtful  — one very doubtful.

В репортажах он критиковал командующего английскими войсками, своего будущего коллегу по кабинету генерала Китченера за жестокое обращение с пленными и ранеными и за неуважение к местным обычаям, в частности, к надгробному памятнику своего главного противника. «Он великий генерал, но никто ещё не обвинял его в том, что он великий джентльмен» — сказал про него Черчилль в частной беседе, меткая характеристика, впрочем, быстро стала достоянием гласности. Хотя критика была во многом справедливой, общественная реакция на неё была неоднозначной, позиция публициста и обличителя плохо совмещалась со служебным долгом младшего офицера.
После окончания кампании Черчилль возвращается в Индию, чтобы принять участие в общенациональном турнире по поло. Во время короткой остановки в Англии он несколько раз выступает на митингах консерваторов. Практически сразу после окончания турнира, который его команда выиграла, победив в упорном финальном матче, в марте 1899 года он выходит в отставку.

## Дебют в политике
К моменту отставки Черчилль приобрёл в определённых кругах известность как журналист, а его книга о суданской кампании «Война на реке» (англ. The River War) стала бестселлером.
В июле 1899 года он получил предложение баллотироваться в парламент от Консервативной партии от Олдема. Первая попытка занять место в Палате общин успехом не увенчалась, не по вине самого Черчилля: в округе преобладали нонконформисты и избиратели были недовольны недавно принятым по инициативе консерваторов «Законом о церковной десятине» (англ. The Clerical Tithes Bill), предоставлявшем англиканской церкви финансирование из местных налогов. Черчилль в ходе предвыборной кампании заявил о своём несогласии с законом, но это не возымело эффекта, и оба мандата от Олдема достались либералам.

## Англо-бурская война

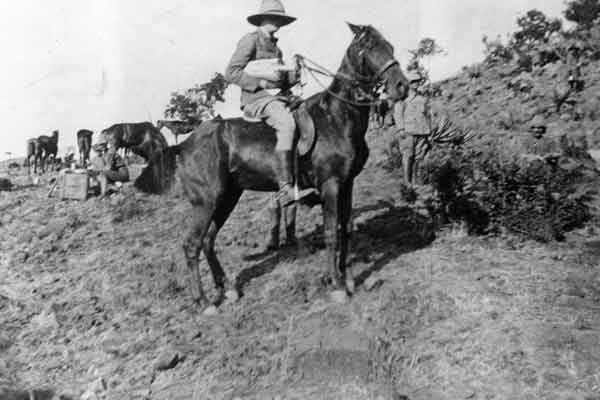
Черчилль во время Англо-бурской войны

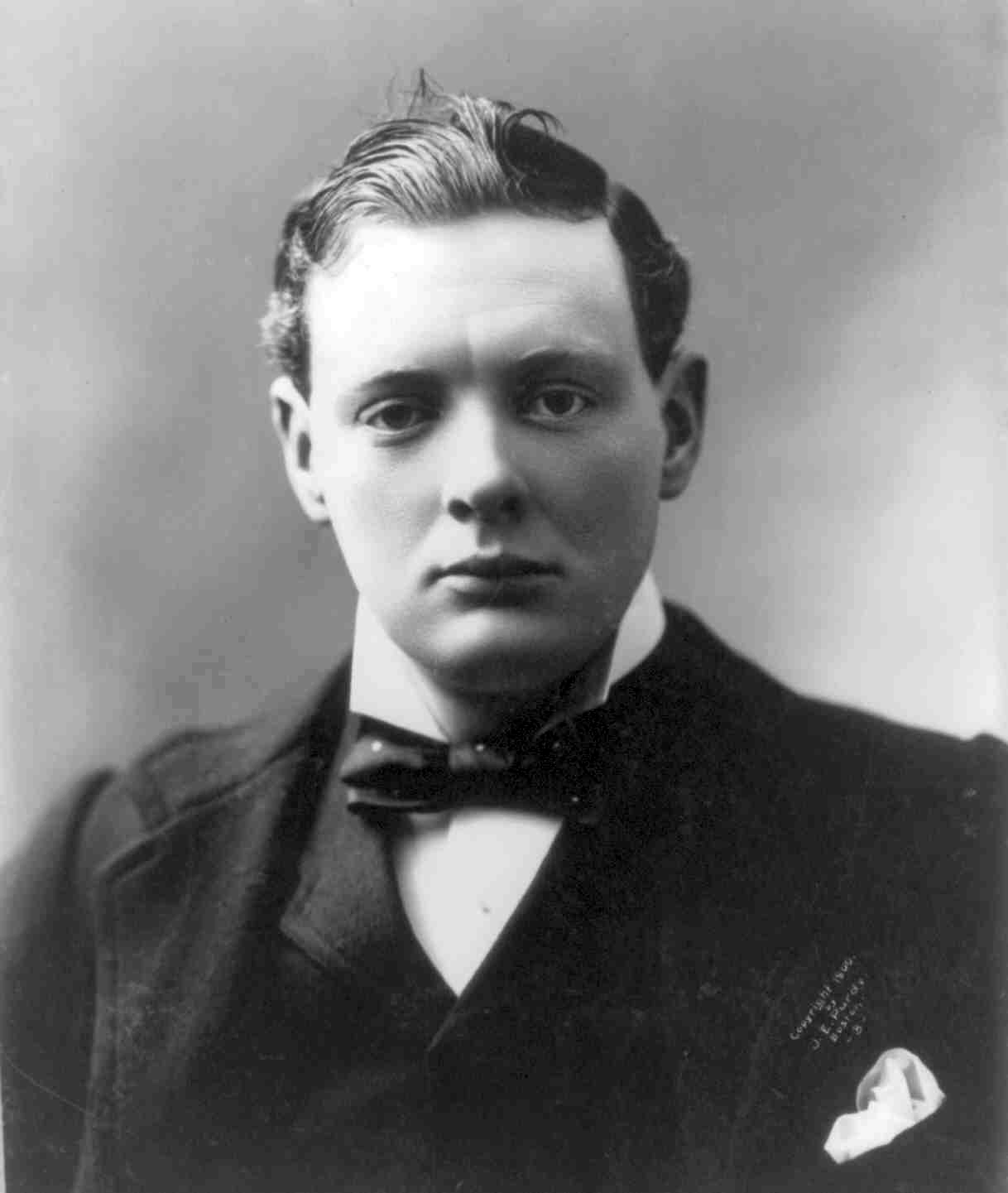
Черчилль в 1900 году

К осени 1899 года резко обострились отношения с бурскими республиками, и когда в сентябре Трансвааль и Оранжевая Республика отвергли британские предложения о предоставлении избирательных прав английским рабочим на золотых приисках, стало очевидно, что война неизбежна.
18 сентября владельцы Daily Mail предложили Черчиллю отправиться в Южную Африку в качестве военного корреспондента. Не дав никакого ответа, он сообщил об этом редактору «The Morning Post», для которой работал во время Суданской кампании, и ему было предложено месячное жалование в 250 фунтов плюс компенсация всех расходов. Это была очень значительная сумма (около 8 тысяч фунтов в современном эквиваленте), больше, чем когда-либо предлагали журналисту, и Черчилль немедленно согласился. Он отбыл из Англии 14 октября, через два дня после начала войны.
15 ноября Черчилль отправился в рекогносцировочный рейд на бронепоезде, которым командовал капитан Холдейн (англ. Haldane), его знакомый по Малаканду. Вскоре бронепоезд был обстрелян артиллерией буров. При попытке уйти из-под огня на большой скорости задним ходом состав врезался в валуны, которыми противник перегородил путь, чтобы отрезать отступление. Ремонтная платформа и два броневагона сошли с рельсов, единственное орудие ставшего неподвижным бронепоезда было выведено из строя прямым попаданием. Черчилль вызвался командовать расчисткой пути, Холдейн пытался наладить оборону и прикрыть работающих. По свидетельству очевидцев, Черчилль бесстрашно действовал под огнём, но когда путь был расчищен, выяснилось, что сцепка оставшегося на рельсах вагона перебита снарядом, и единственное, что оставалось Холдейну, — погрузив на паровоз тяжелораненых, отправить их в тыл. Около 50 англичан остались перед лицом многократно превосходящих сил противника. Как писал сам Черчилль, буры наступали «с отвагой равной гуманности», призывая противника сдаваться, и Холдейн с солдатами были взяты в плен. Черчилль пытался бежать, но был задержан кавалеристами буров, и помещён в лагерь для военнопленных, устроенный в Государственной образцовой школе в Претории.
12 декабря Черчилль бежит из лагеря. Два других участника побега — Холдейн и сержант-майор Бруки не успели перебраться через ограждение незаметно от часовых, и Черчилль некоторое время ждал их в кустах на противоположной стороне стены. Впоследствии его обвиняли в том, что он бросил товарищей, но никаких доказательств этому нет, а в 1912 году он подал в суд на журнал «Блэквудс Мэгазин» по обвинению в клевете, издание было вынуждено напечатать опровержение и принести извинения до суда. Запрыгнув на товарный поезд, он добрался до Уитбанка, где горный инженер англичанин Дэниел Дьюснэп (англ. Daniel Dewsnap) прятал его в течение нескольких дней в шахте, а затем помог ему тайно переправиться на поезде в португальский Мозамбик. За поимку Черчилля буры установили награду в 25 фунтов.
Побег из плена сделал его знаменитым, он получил несколько предложений баллотироваться в парламент, в том числе телеграмму от олдхэмских избирателей, обещавших отдать ему голоса «вне зависимости от политических пристрастий», но предпочёл остаться в действующей армии, получив должность лейтенанта лёгкой кавалерии без жалования, продолжая при этом работать в качестве спецкора Morning Post. Он побывал во многих боях. За мужество, проявленное в ходе сражения за Алмазный холм, последней операции, в которой он принял участие, генерал Гамильтон представил его к Кресту Виктории, но хода это представление не получило, поскольку Черчилль к тому времени подал в отставку.

## Политическая карьера до Первой мировой войны
В июле 1900 года Черчилль вернулся в Англию и вскоре снова выдвинул свою кандидатуру от Олдэма (Ланкашир). Кроме репутации героя и обещания избирателей, помогло то, что инженер Дьюснэп, помогший ему, оказался родом из Олдэма, и Черчилль не забыл упомянуть об этом в своих предвыборных выступлениях. Он опередил кандидата от либералов на 222 голоса и в 26 лет впервые стал членом Палаты общин. На выборах консерваторы получили большинство и стали правящей партией.
В этом же году он опубликовал своё единственное крупное художественное произведение — роман «Саврола». Многие биографы Черчилля и литературоведы считают, что в образе Савролы — главного героя романа, — автор изобразил самого себя.
18 февраля 1901 года он произнёс свою первую речь в Палате общин о послевоенном урегулировании в Южной Африке. Он призвал проявить милосердие к побеждённым бурам, «помочь им смириться с поражением». Речь произвела впечатление, а произнесённую фразу «будь я буром, надеюсь, что я сражался бы на поле брани», неоднократно впоследствии использовали, перефразировав, многие политики.
13 мая он неожиданно выступил с резкой критикой проекта увеличения расходов на армию, представленного военным министром Бродриком. Необычной была не только критика кабинета, сформированного собственной партией, но и то, что Черчилль заранее переслал текст речи в редакцию Morning Post. На этом конфликты молодого парламентария с собственной партией не окончились. В 1902—1903 годах он неоднократно выражал несогласие по вопросам свободной торговли (Черчилль выступал против введения импортных пошлин на зерно) и колониальной политике. На этом фоне его переход в Либеральную партию 31 мая 1904 года выглядел достаточно логичным шагом.
12 декабря 1905 года Уинстон Черчилль был назначен на должность заместителя министра по делам колоний (должность министра занимал лорд Элджин) в правительстве Кэмпбелла-Баннермана, в этом качестве он занимался выработкой конституции для побеждённых бурских республик.
В апреле 1908 года в связи с резко ухудшившимся состоянием здоровья Кэмпбелл-Баннерман становится неспособным исполнять обязанности премьера, и в кабинете происходит ряд перестановок: Герберт Асквит, занимавший пост Канцлера казначейства становится главой правительства, его место занимает Дэвид Ллойд-Джордж, бывший министром торговли и промышленности, а эту должность 12 апреля получает Черчилль. И Ллойд-Джордж, и Черчилль выступали за сокращение государственных и, в частности, военных расходов. Не всегда их усилия приводили к успеху, получивший широкую огласку эпизод с программой строительства линкоров был описан Черчиллем:

Было найдено решение забавное и характерное одновременно. Адмиралтейство требовало шесть кораблей, экономисты предлагали четыре, в конце концов мы сошлись на восьми.
Оригинальный текст (англ.)A curious and characteristics solution was reached. The Admiralty had demanded six ships, the economists offered four, and finally we compromised on eight

Черчилль был убеждённым сторонником социальных реформ, проводившихся кабинетом Асквита, в 1908 году он стал инициатором закона о минимальной заработной плате. Закон, принятый подавляющим большинством, впервые в Англии устанавливал нормы продолжительности рабочего дня и оплаты труда.

### Министр внутренних дел
14 февраля 1910 года в возрасте 35 лет Черчилль занимает пост министра внутренних дел, один из наиболее влиятельных в стране постов. Министерская зарплата составила 5000 фунтов, и он оставил литературную деятельность, вернувшись к этому занятию только в 1923 году.
Летом 1911 года началась забастовка моряков и портовых работников. В августе возникли массовые беспорядки в Ливерпуле. 14 августа морские пехотинцы с военного корабля «Антрим», прибывшего в город по приказу Черчилля, открыли огонь по толпе и ранили 8 человек. 15-го ему удалось встретиться с вожаками бастующих докеров и разрядить обстановку в Лондоне, но уже 19 августа к забастовке угрожают присоединиться железнодорожники. В условиях, когда в городах, парализованных стачками и беспорядками, уже ощущается недостаток продовольствия, и вероятность бунта становится угрожающей, Черчилль мобилизует 50 тыс. солдат и отменяет положение, согласно которому армия может вводиться только по требованию местных гражданских властей. К 20 августа благодаря посредничеству Ллойд Джорджа, угрозы всеобщей стачки удалось избежать. Черчилль сказал в телефонном разговоре с Ллойд Джорджем: «Я с большим сожалением узнал об этом. Было бы лучше продолжить и задать им хорошую трепку». Его близкий друг Чарльз Мастерман писал:

Уинстон находится в очень возбуждённом состоянии ума. Он настроен решать дела «залпом картечи», безумно наслаждается, прокладывая на карте маршруты движения войск… выпускает исступлённые бюллетени и жаждет крови.

Глава палаты лордов лорд Лорбёрн публично назвал действия министра внутренних дел «безответственными и опрометчивыми».
Вместе с тем ухудшающиеся отношения с Германией подвигли Черчилля заняться вопросами внешней политики. Из идей и информации, полученной у военных специалистов, Черчилль составил меморандум о «военных аспектах континентальной проблемы» и вручил его премьер-министру. Этот документ был несомненным успехом Черчилля. Он свидетельствовал о том, что Черчилль, обладая весьма скромным военным образованием, которое дала ему школа кавалерийских офицеров, смог быстро и профессионально разобраться в ряде важных военных вопросов.
В октябре 1911 года премьер-министр Асквит предложил Черчиллю пост Первого лорда Адмиралтейства, и 23 октября он был официально назначен на эту должность.

### Первый лорд Адмиралтейства
Формально переход в Адмиралтейство был понижением — министерство внутренних дел считалось одним из трёх наиболее важных правительственных учреждений. Тем не менее Черчилль без колебаний принял предложение Асквита, флот, всегда бывший одним из важнейших инструментов британской геополитики, в этот период проходил одну из крупнейших модернизаций в своей истории.
Гонка морских вооружений, начавшаяся на рубеже XIX—XX веков, и ускорившаяся после спуска на воду первого дредноута в 1906 году, впервые за долгое время создала ситуацию, когда превосходству британского флота, как количественному, так и качественному, стали угрожать не только традиционные соперники Германия и Франция, но и США.
Расходы на военно-морские силы были самой крупной затратной статьёй британского бюджета. Черчиллю было поручено проведение реформ при одновременном повышении эффективности затрат. Инициированные им перемены были весьма масштабны: организован главный штаб ВМС, учреждена морская авиация, спроектированы и заложены военные корабли новых типов. Так, по первоначальным планам, кораблестроительная программа 1912 года должна была составлять 4 улучшенных линкоров типа «Айрон Дьюк». Однако новый Первый Лорд Адмиралтейства приказал переработать проект под главный калибр 15 дюймов, при том, что проектные работы по созданию таких орудий ещё даже не были завершены. В результате были созданы весьма удачные линкоры типа «Куин Элизабет», служившие в КВМФ Великобритании до 1948 года.
Одним из важнейших решений стал перевод военного флота с угля на жидкое топливо. Несмотря на очевидные преимущества, морское ведомство в течение длительного времени выступало против этого шага, по стратегическим соображениям — богатая углём Британия совершенно не имела запасов нефти. Для того, чтобы перевод флота на нефть стал возможен, Черчилль инициировал выделение 2,2 млн фунтов на приобретение 51 % пакета Англо-Иранской нефтяной компании. Помимо чисто технических аспектов, решение имело далеко идущие политические последствия — регион Персидского залива стал зоной стратегических интересов Великобритании. Председателем Королевской комиссии по переводу флота на жидкое топливо был выдающийся британский адмирал лорд Фишер. Совместная работа Черчилля и Фишера окончилась в мае 1915 года ввиду категорического несогласия последнего с высадкой на Галлиполи.

## Первая мировая война
Великобритания официально вступила в Первую мировую войну 3 августа 1914 года, но уже 28 июля, в день, когда Австро-Венгрия объявила войну Сербии, Черчилль приказал флоту выдвинуться на боевые позиции у берегов Англии.
5 октября Черчилль прибыл в Антверпен и лично возглавил оборону города, который бельгийское правительство предлагало сдать немцам. Несмотря на все усилия, город пал 10 октября, погибло 2500 солдат. Черчилля обвиняли в неоправданной трате ресурсов и жизней, хотя многие отмечали, что оборона Антверпена помогла удержать Кале и Дюнкерк.
В качестве председателя «Комиссии по сухопутным кораблям» Черчилль принял участие в разработке первых танков и создании танковых войск.
В 1915 году он стал одним из инициаторов Дарданелльской операции, закончившейся катастрофически для союзных войск и вызвавшей правительственный кризис. Ответственность за фиаско Черчилль в значительной степени взял на себя, и когда было сформировано новое, коалиционное правительство, консерваторы потребовали его отставки с поста первого лорда Адмиралтейства. В течение нескольких месяцев он занимал должность-синекуру канцлера герцогства Ланкастерского, а 15 ноября подал в отставку и отправился на Западный Фронт, где в звании подполковника командовал 6-м батальоном Шотландских Королевских Фузилёров, изредка наведываясь в парламент для участия в дебатах. В мае 1916 года он сдал командование и окончательно вернулся в Англию. В июле 1917 года был назначен министром вооружения, а в январе 1919 года — военным министром и министром авиации. Он стал одним из архитекторов так называемого «Десятилетнего установления» — доктрины, согласно которой военное строительство и военный бюджет должны планироваться исходя из установки, что Англия не будет вовлечена в крупные конфликты в течение десяти лет после окончания войны.
Черчилль был одним из главных сторонников и основных инициаторов интервенции в Россию, заявив о необходимости «задушить большевизм в колыбели». По мнению Черчилля: «из всех тираний большевистская тирания — самая худшая… самая разрушительная, самая унизительная и… она гораздо хуже, чем германский милитаризм». Хотя интервенция не пользовалась поддержкой премьер-министра, Черчиллю, благодаря тактике политического маневрирования между различными группировками в правительстве и затягиванию времени, удалось оттянуть вывод британских войск из России до 1920 года.

## Межвоенный период

### Возвращение в Консервативную партию

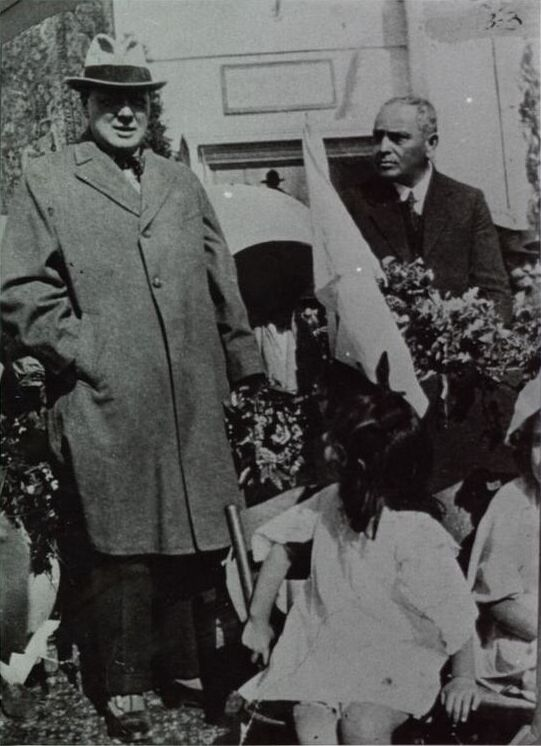
Министр по делам колоний Черчилль. Тель-Авив, 1921

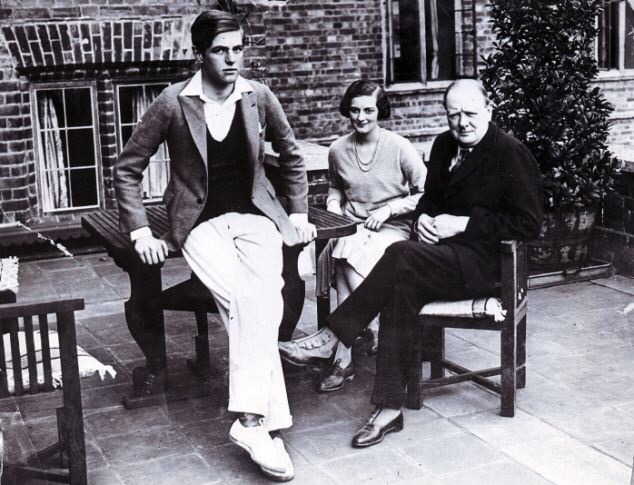
С детьми (Дианой и Рэндолфом). 1923

В 1921 году Черчилль был назначен министром по делам колоний. В этом качестве он подписал Англо-ирландский договор, согласно которому было создано Ирландское Свободное государство. В сентябре консерваторы вышли из правительственной коалиции, и на выборах 1922 года Черчилль, баллотируясь от Либеральной партии, потерпел поражение в округе Данди. Неудачей закончилась и его попытка пройти в парламент от Лестера в 1923 году. После этого он безуспешно баллотировался уже как независимый кандидат на довыборах от Вестминстерского округа (причём против официального консервативного кандидата, но при поддержке части Консервативной партии, желавшей его срочного возвращения от политически тонущих либералов). И только на выборах 1924 года он сумел вернуть себе место в Палате общин. Через год он официально присоединился к Консервативной партии, которую покинул некоторое время спустя.

### Канцлер казначейства
В 1924 году Черчилль довольно неожиданно для себя получил вторую должность в государстве — Канцлера казначейства в правительстве Стэнли Болдуина. На этом посту, не обладая ни склонностью к финансовым вопросам, ни желанием их упорно и настойчиво изучать, как он это делал часто в других случаях, а потому будучи крайне подверженным влиянию советников, Черчилль руководил неудачным возвращением британской экономики к золотому стандарту и повышением ценности фунта стерлингов до довоенного уровня. Действия правительства привели к дефляции, удорожанию британских экспортных товаров, введению промышленниками соответствующей экономии на зарплатах, экономическому спаду, массовой безработице и, как следствие, к всеобщей забастовке 1926 года, которую государственным органам с заметным трудом удалось раздробить и остановить.

### Политическая изоляция

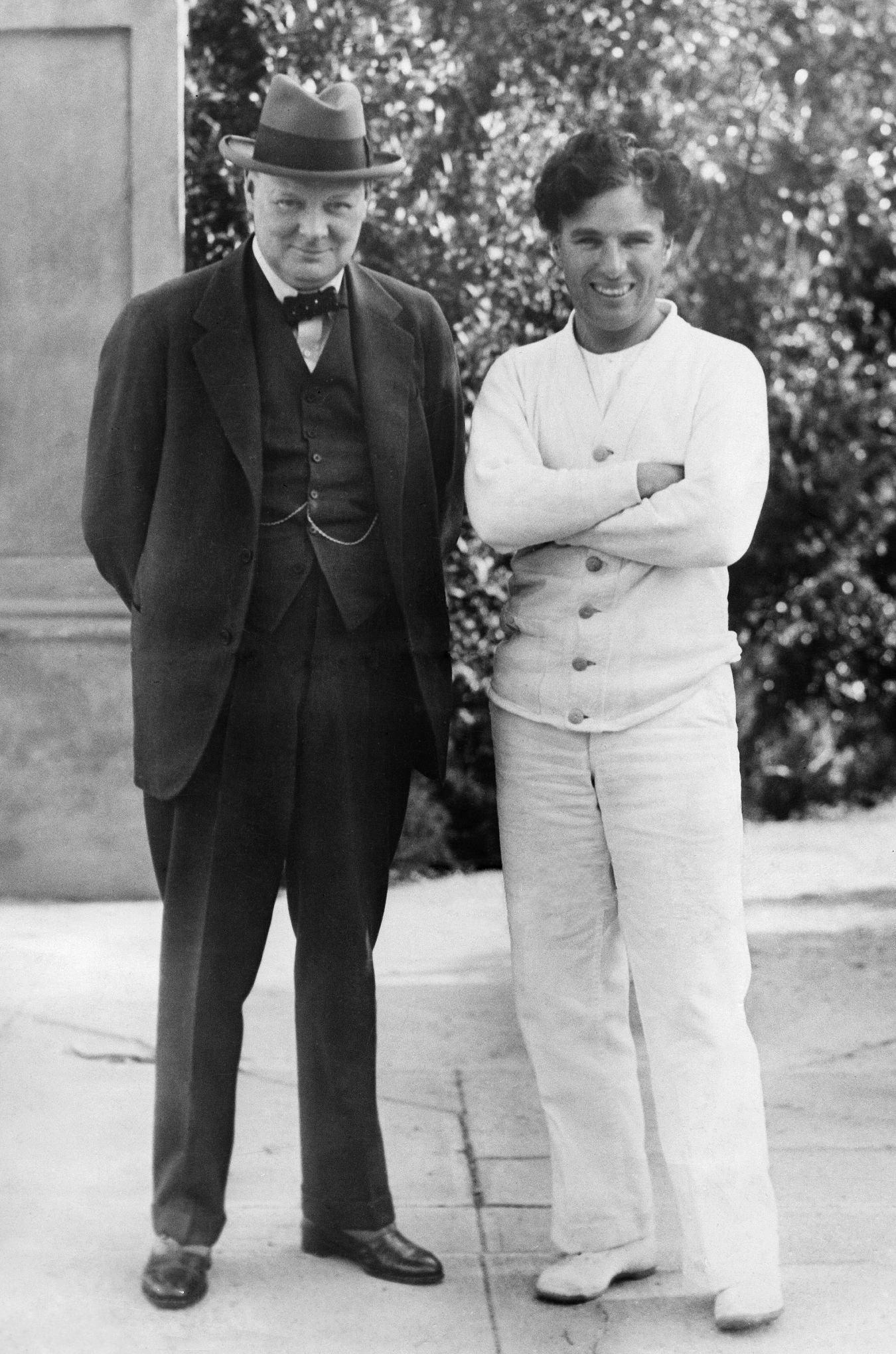
Черчилль и Чарли Чаплин. Лос-Анджелес, 1929

После поражения консерваторов на выборах 1929 года Черчилль не стал добиваться избрания в руководящие органы партии в связи с разногласиями с лидерами консерваторов по вопросам торговых тарифов и независимости Индии. Когда Рамсей Макдональд сформировал коалиционное правительство в 1931 году, Черчилль не получил предложения войти в кабинет.
Последующие несколько лет он посвятил литературным трудам, наиболее значимым произведением того периода считается «Мальборо: его жизнь и время» (англ. Marlborough: His Life and Times) — биография его предка Джона Черчилля, 1-го герцога Мальборо.
В парламенте он организовал так называемую «группу Черчилля» — небольшую фракцию в составе консервативной партии. Фракция выступала против предоставления независимости и даже статуса доминиона Индии, за более жёсткий внешнеполитический курс, в частности за более активное противодействие перевооружению Германии.
В предвоенные годы он жёстко критиковал политику умиротворения Гитлера, проводимую правительством Чемберлена. Возражая против Мюнхенского соглашения, Черчилль указывал, что Германия становится слишком могущественной в Европе и что её нужно остановить угрозой со стороны большой антигерманской коалиции или, если потребуется, силой оружия.

## Вторая мировая война

### Возвращение в правительство

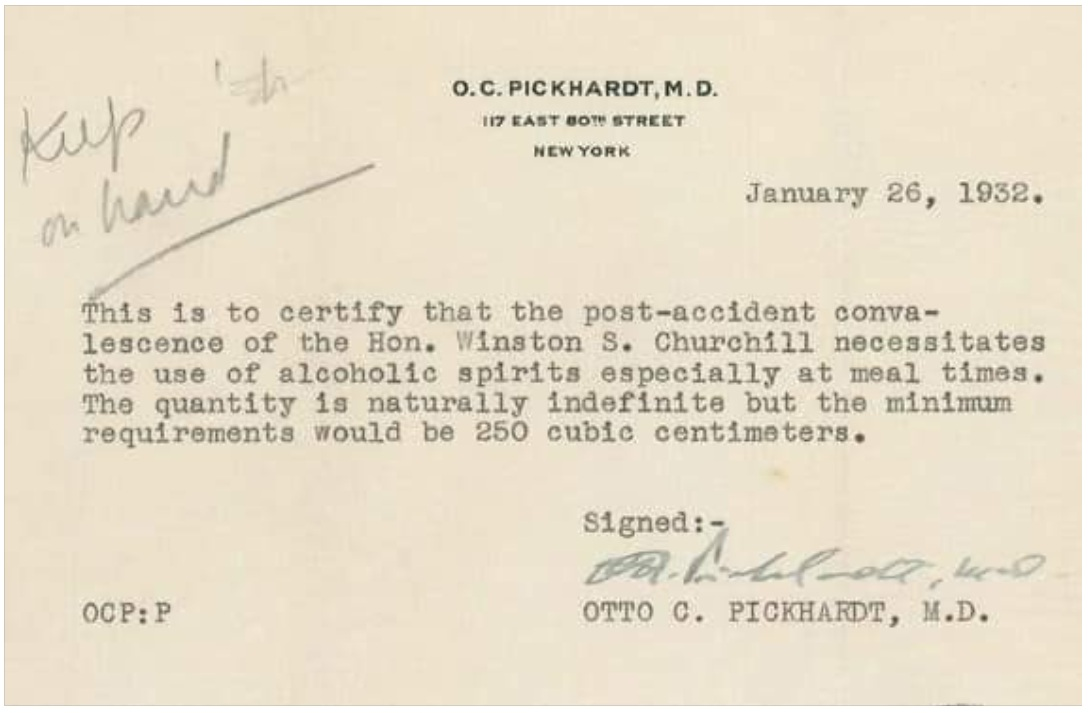
В 1932 году Черчилль получил разрешение врача на употребление «неограниченного» алкоголя в Соединённых Штатах в эпоху сухого закона

1 сентября 1939 года Германия вторглась в Польшу — началась Вторая мировая война. 3 сентября в 11 часов утра в войну официально вступило Соединённое Королевство, а в течение 10 дней и всё Британское Содружество. В тот же день Уинстону Черчиллю было предложено занять пост Первого Лорда Адмиралтейства с правом голоса в Военном Совете. Существует легенда, что узнав об этом, корабли КВМФ Великобритании и военно-морские базы обменялись сообщением с текстом: «Уинстон вернулся». Хотя документальных свидетельств, что данное сообщение действительно было отправлено, до сих пор не обнаружено.
Несмотря на то что на суше после поражения польской армии и капитуляции Польши активных боевых действий не велось, шла так называемая «странная война», боевые действия на море практически сразу перешли в активную фазу.

### Премьер-министр
7 мая 1940 года в Палате общин состоялись слушания, посвящённые поражению в Битве за Норвегию, на следующий день состоялось голосование по вопросу доверия правительству. Несмотря на полученный формальный вотум доверия, Чемберлен решил подать в отставку, в связи с острой критикой, которой подверглась политика кабинета, и небольшим (81 голос) перевесом при голосовании. Наиболее подходящими кандидатами считались Черчилль и Эдуард Фредерик Линдли Вуд, лорд Галифакс. 9 мая на встрече, в которой приняли участие Чемберлен, Черчилль, лорд Галифакс и парламентский организатор правительства Дэвид Маргессон, Галифакс отказался от должности, и 10 мая 1940 года Георг VI официально назначил Черчилля премьер-министром. Черчилль получил эту должность не как лидер партии, победившей на выборах, а в результате стечения чрезвычайных обстоятельств.
Многие историки и современники считали важнейшей заслугой Черчилля его решимость продолжать войну до победы, несмотря на то, что ряд членов его кабинета, включая министра иностранных дел лорда Галифакса, выступали за попытку достижения соглашений с гитлеровской Германией.
В своей первой речи, произнесённой 13 мая в Палате общин в качестве премьер-министра, Черчилль сказал:

Мне нечего предложить [британцам] кроме крови, тяжкого труда, слёз и пота.
Оригинальный текст (англ.)I have nothing to offer but blood, toil, tears, and sweat

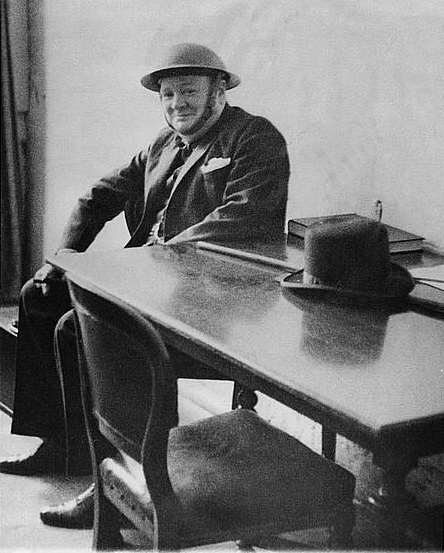
В 1940 году

В качестве одного из первых шагов в должности премьер-министра Черчилль учредил и занял должность министра обороны, сосредоточив в одних руках руководство военными действиями и координацию между флотом, армией и ВВС, подчинявшимися до того разным министерствам.
В начале июля началась Битва за Британию — массовые налёты немецкой авиации, первоначально на военные объекты, в первую очередь аэродромы, а затем целями бомбардировок стали и английские города.
Черчилль предпринимал регулярные поездки на места бомбёжек, встречался с пострадавшими, с мая 1940 по декабрь 1941 года он выступил по радио 21 раз, его выступления слышали более 70 процентов британцев. Популярность Черчилля как премьера была беспрецедентно высока, в июле 1940 года его поддерживало 84 процента населения, и этот показатель сохранился практически до конца войны.

### Антигитлеровская коалиция

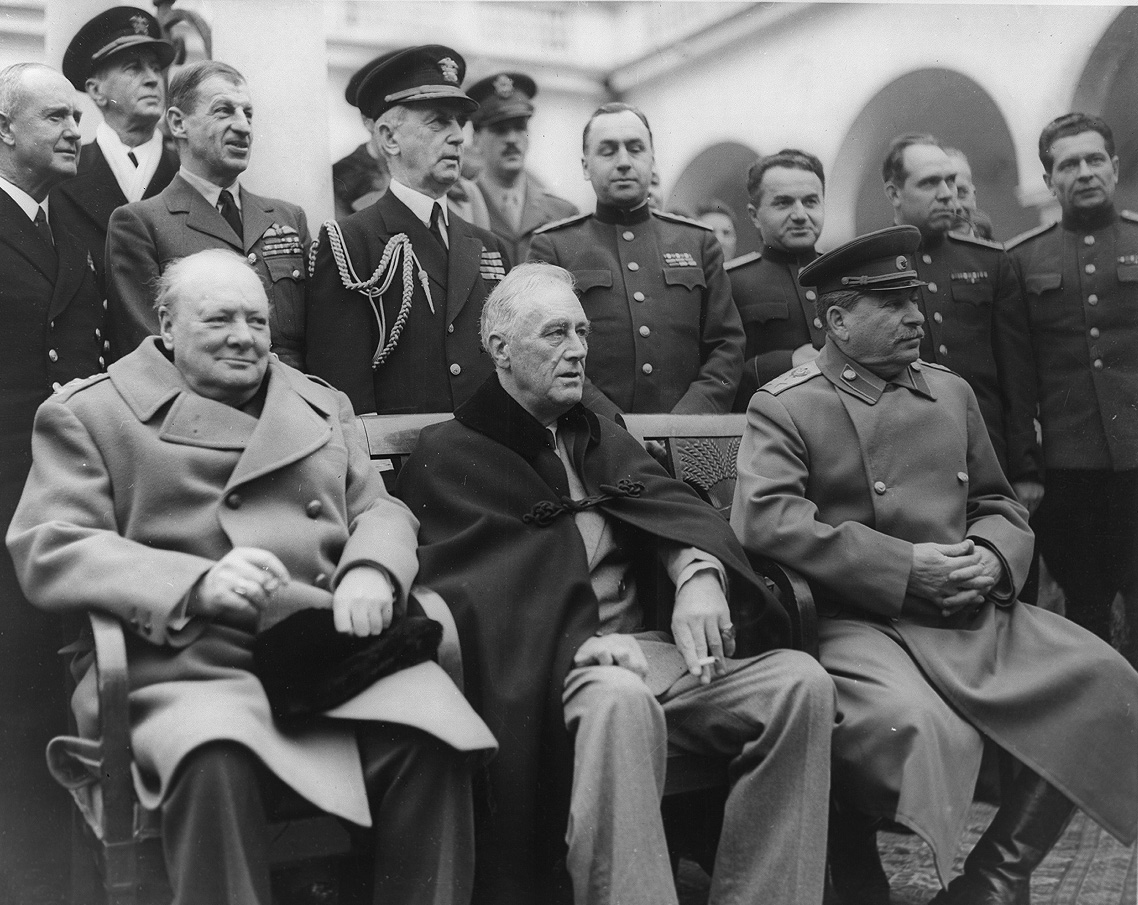
Черчилль, Рузвельт, Сталин на Ялтинской конференции. Февраль 1945

12 августа 1941 года на борту линкора «Принц Уэльский» проходит совещание Черчилля и Рузвельта. В течение трёх дней политики выработали текст Атлантической хартии.

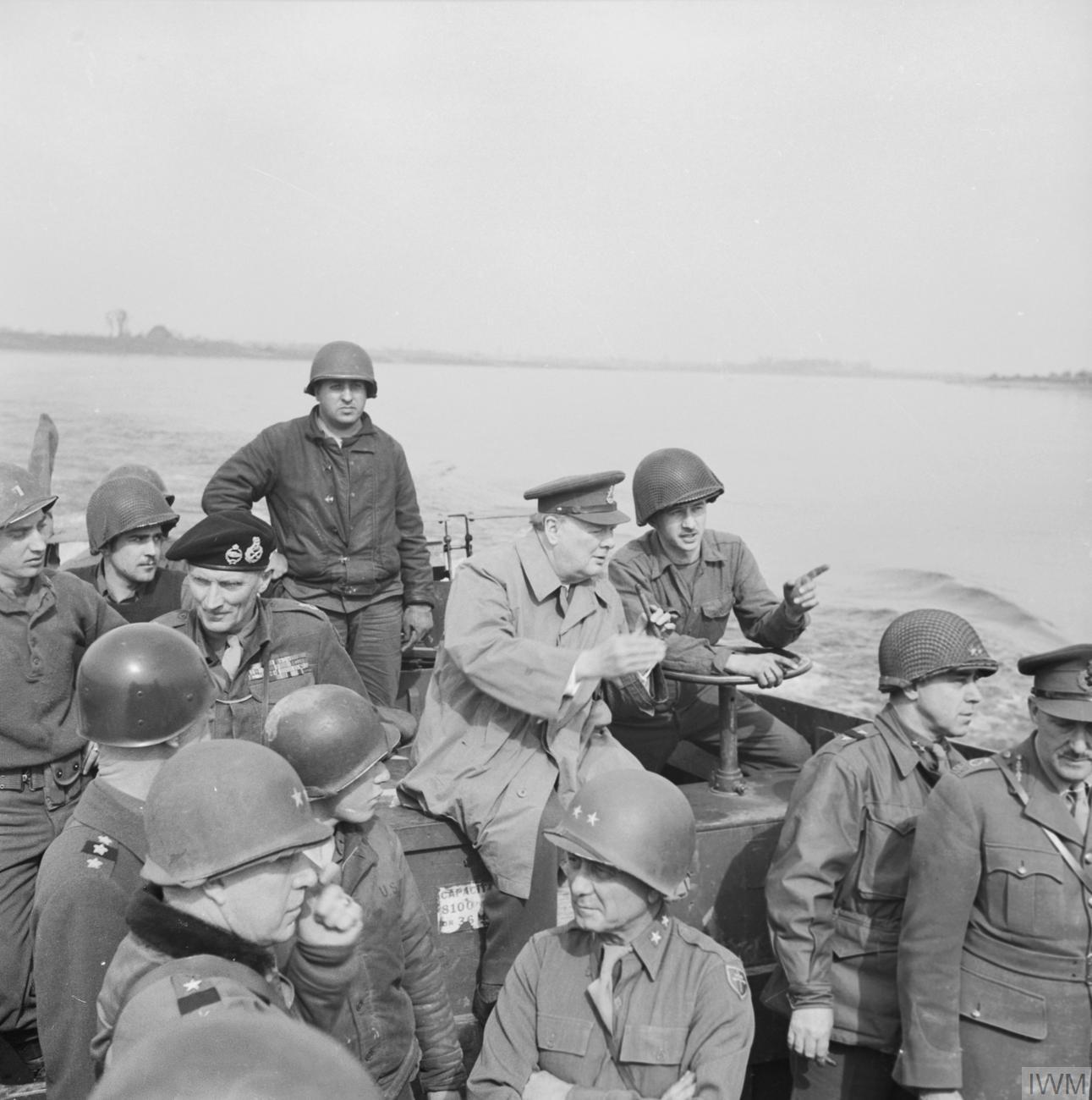
Переправа Черчилля через Рейн в Германии во время Рейнской операции 25 марта 1945 года

15 августа 1941 года Черчилль и Рузвельт обещали Сталину предоставить СССР максимум материалов, которые срочно нужны.
13 августа 1942 года Черчилль прилетел в Москву для встречи со Сталиным и подписания антигитлеровской хартии.
1943 — Тегеранская конференция.

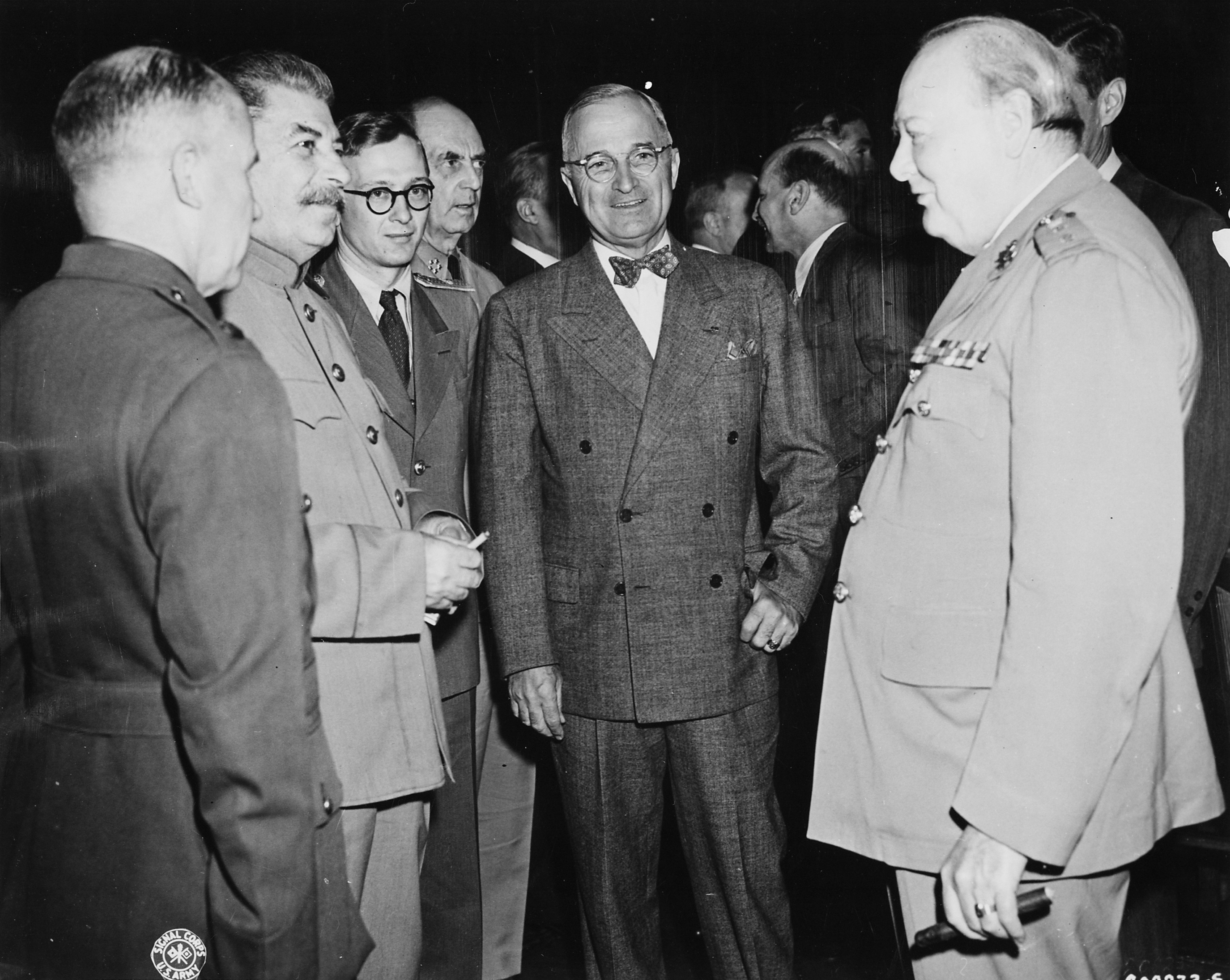
На Потсдамской конференции

С 9 по 19 октября 1944 года Черчилль находится в Москве на переговорах со Сталиным, которому предложил разделить Европу на сферы влияния, однако советская сторона, судя по стенограмме переговоров, отклонила эти инициативы, посчитав британские предложения для СССР недостаточными.
1945 — Ялтинская конференция.
1945 — Потсдамская конференция.

## После войны
Когда близкая победа над Германией стала очевидной, жена и близкие советовали Черчиллю уйти на покой, оставив политическую деятельность на вершине славы, но он принял решение участвовать в выборах, которые были назначены на май 1945 года. К окончанию войны на первый план вышли экономические проблемы, хозяйство Великобритании понесло тяжёлый урон, вырос внешний долг, осложнились отношения с заморскими колониями. Отсутствие чёткой экономической программы и неудачные тактические ходы во время избирательной кампании (в одном из выступлений Черчилль заявил, что «лейбористы, придя к власти, будут вести себя как гестапо») привели к поражению консерваторов на выборах, прошедших 5 июля. 26 июля, сразу после объявления результатов голосования, он подал в отставку; при этом он официально порекомендовал королю в качестве преемника Клемента Эттли и отказался от награждения орденом Подвязки (сославшись на то, что избиратели уже наградили его «Орденом Башмака»). 1 января 1946 года король Георг VI вручил Черчиллю почётный орден Заслуг.
После поражения на выборах Черчилль официально возглавил оппозицию, но фактически был неактивен и нерегулярно посещал заседания палаты. При этом он интенсивно занялся литературной деятельностью; статус мировой знаменитости помог заключить ряд крупных контрактов с периодическими изданиями — такими, как журнал Life, газеты Daily Telegraph и New York Times, — и рядом ведущих издательств. В этот период Черчилль начал работать над одним из главных мемуарных трудов — «Вторая мировая война», первый том которого поступил в продажу 4 октября 1948 года.
5 марта 1946 года в Вестминстерском колледже в Фултоне (штат Миссури, США) Черчилль произнёс ставшую знаменитой фултонскую речь, которую принято считать точкой отсчёта «холодной войны».
19 сентября, выступая в Цюрихском университете, Черчилль произнёс речь, где призвал бывших врагов — Германию, Францию и Британию — к примирению и созданию «Соединённых Штатов Европы».
В 1947 году в частном разговоре предложил сенатору Стайлзу Бриджу уговорить президента США Гарри Трумэна нанести превентивный ядерный удар по СССР, который «стёр бы с лица земли» Кремль и превратил бы Советский Союз в «малозначительную проблему». В противном случае, по его мнению, СССР бы напал на США уже через 2-3 года после получения атомной бомбы. Высказывание, известное с 1966 года, приобрело популярность в 2014 году, после выхода в свет книги журналиста Томаса Майера «Когда львы рыкают». Как отмечает изучающий Черчилля историк Р. Лангворт, Черчилль никогда не делал формального предложения бомбить СССР, а его привычка подбрасывать идею собеседнику, чтобы проверить его реакцию, не должна характеризовать саму идею даже глаголом «хотел».

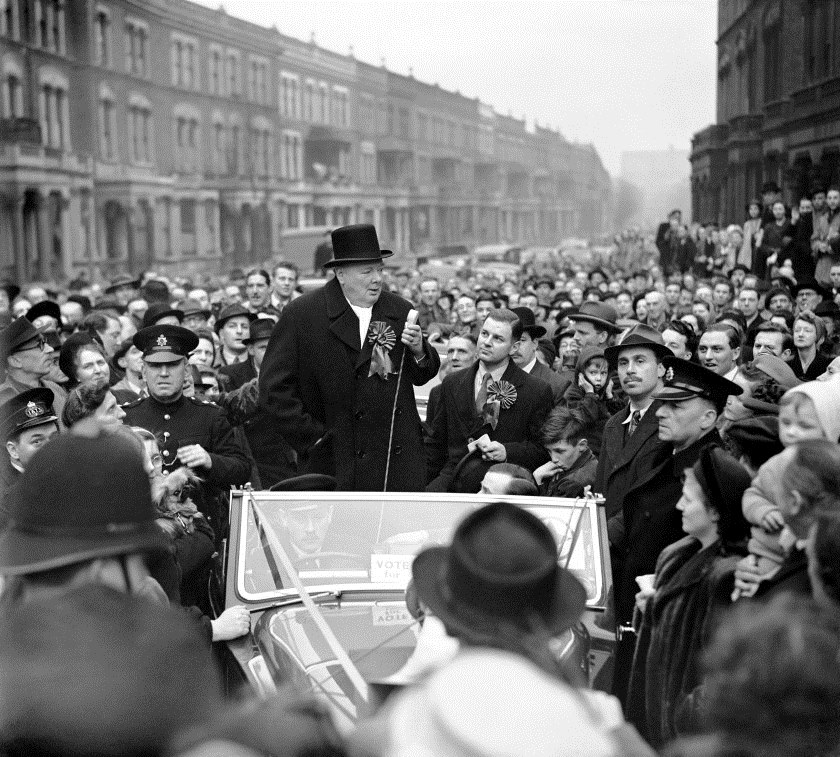
Черчилль в 1949 году

В августе 1949 года Черчилль перенёс первый микроинсульт, а через пять месяцев во время напряжённой избирательной кампании 1950 года, когда он начал жаловаться на «туман в глазах», личный врач поставил ему диагноз «спазм мозговых сосудов».
В октябре 1951 года, когда Уинстон Черчилль вновь стал премьер-министром, в возрасте 76 лет состояние его здоровья и способность выполнять свои обязанности внушали серьёзные опасения. Его лечили от сердечной недостаточности, экземы и развивающейся глухоты. В феврале 1952 года он, по-видимому, пережил ещё один инсульт и на несколько месяцев утратил способность связно говорить. В июне 1953 года приступ повторился, его на несколько месяцев парализовало на левую сторону. Несмотря на это, Черчилль категорически отказался подать в отставку или хотя бы перейти в Палату лордов, сохранив за собой должность премьера только номинально.
6 февраля 1952 года скончался король Великобритании Георг VI. На трон взошла его старшая дочь Елизавета. 30 октября 1952 года Великобритания провела первые ядерные испытания, став третьей, после США и СССР, ядерной державой.

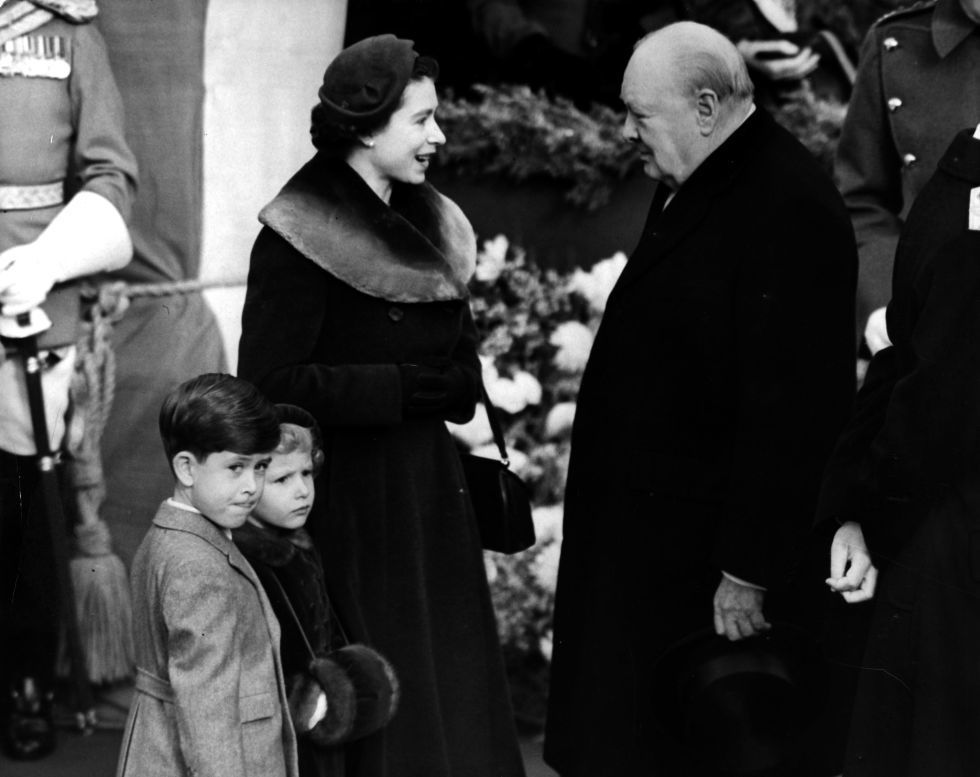
Черчилль, Елизавета II, принц Чарльз и принцесса Анна. 1953

24 апреля 1953 года королева Елизавета II пожаловала Черчиллю членство в рыцарском ордене Подвязки, что дало ему право на титул «сэр».
В 1953 году Черчиллю была присуждена Нобелевская премия по литературе («За высокое мастерство произведений исторического и биографического характера, а также за блестящее ораторское искусство, с помощью которого отстаивались высшие человеческие ценности»). При этом интересен тот факт, что в этот год на рассмотрение Нобелевского комитета были представлены две кандидатуры — сам Уинстон Черчилль и Эрнест Хемингуэй; предпочтение было отдано британскому политику, а огромный вклад Хемингуэя в литературу был отмечен годом позже.
В октябре 1954 года было торжественно отмечено 80-летие со дня рождения Уинстона Черчилля, в честь чего был устроен торжественный банкет в Букингемском дворце.
5 апреля 1955 года Черчилль подал в отставку по возрасту и состоянию здоровья с поста премьер-министра Великобритании (6 апреля правительство возглавил Энтони Иден). Бывшему премьеру было повторно предложено пэрство (первый раз — в 1945 году), причём в качестве возможного титула рассматривался «герцог Лондонский» — в честь столицы страны, что беспрецедентно в истории пэрских титулов. Кроме того, это стало бы единственным после 1874 года присвоением герцогского титула не члену королевской семьи. Черчилль второй раз отказался от пэрства, в том числе и потому что в таком случае его смерть оборвала бы (и без того не очень удачную) политическую карьеру его единственного сына Рэндольфа, который, по тогдашним законам, автоматически унаследовал бы титул и не смог бы далее баллотироваться в палату общин, членом которой он был в 1940—1945 годах.
27 июля 1964 года Уинстон Черчилль в последний раз присутствовал на заседании Палаты общин.

## Смерть и похороны

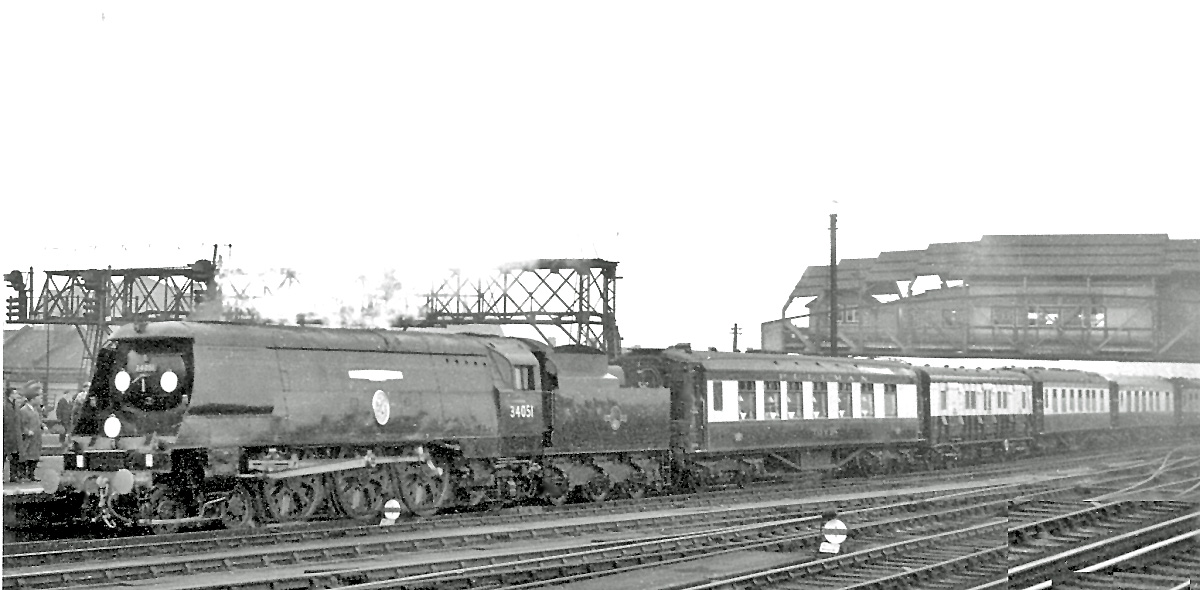
Траурный поезд Черчилля

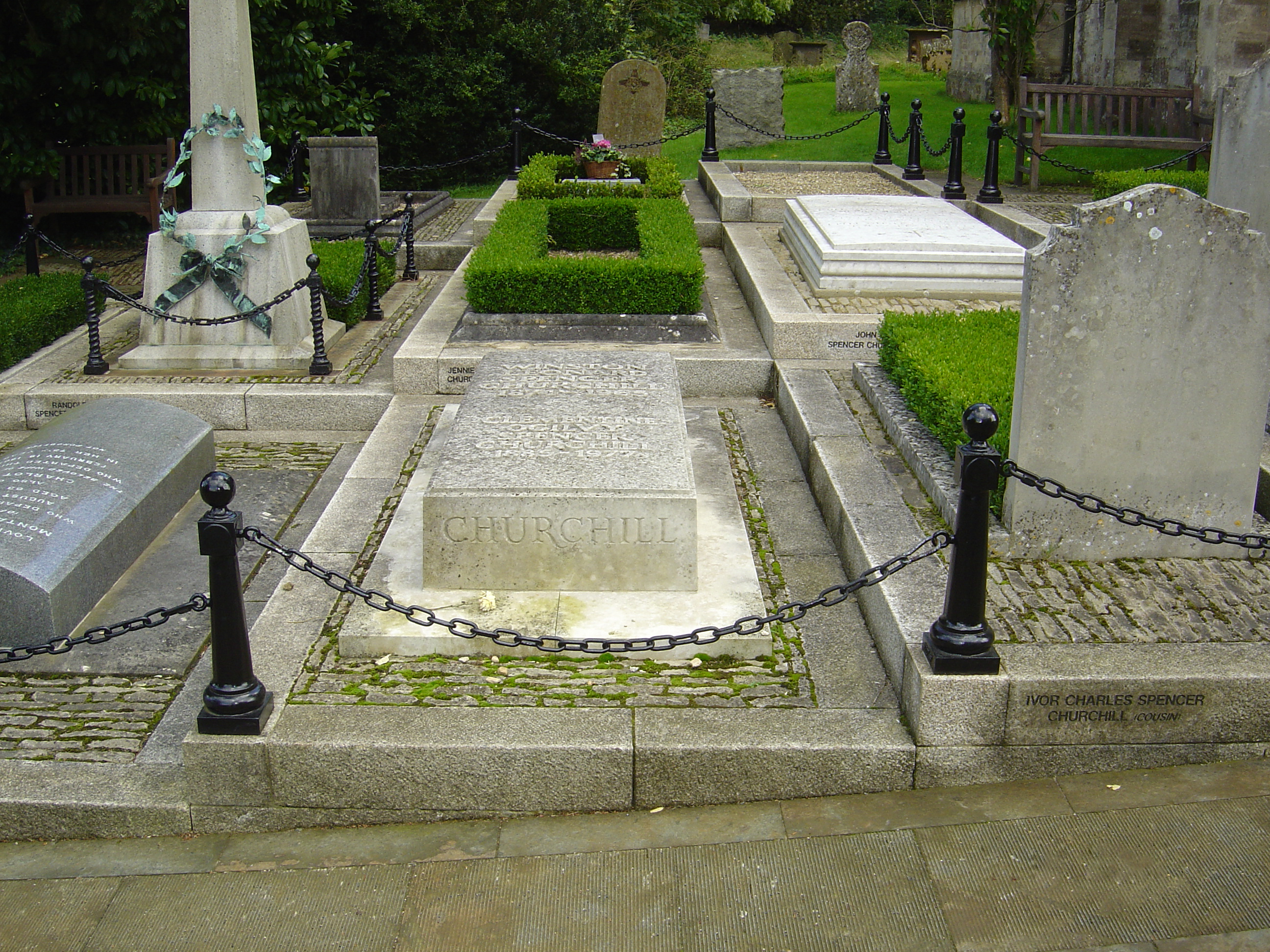
Могила Черчилля на кладбище церкви Святого Мартина, Блейдон

Черчилль умер 24 января 1965 года от инсульта. План его погребения, получивший кодовое название «Операция „Надеюсь, что нет“», разрабатывался негласно заранее на протяжении многих лет. Королева Елизавета II и службы Букингемского дворца взяли организацию похорон в свои руки и отдавали распоряжения, согласуя свои действия с Даунинг-стрит и советуясь с семьёй Уинстона Черчилля. Было решено организовать государственные похороны. Этой чести за всю историю Великобритании до Черчилля было удостоено лишь десять выдающихся людей, не являвшихся членами королевской фамилии, среди которых были физик Исаак Ньютон, адмирал Нельсон, герцог Веллингтон, политик Гладстон.
Похороны Черчилля на долгое время стали крупнейшими по масштабу государственными похоронами за всю историю Великобритании. В течение трёх дней был открыт доступ к гробу с телом покойного, установленный в Вестминстер-холле ─ старейшей части здания английского парламента. 30 января в 9:30 началась церемония похорон. Гроб, покрытый государственным флагом, поставили на лафет (это был тот самый лафет, на котором в 1901 году везли тело королевы Виктории), который везли 142 матроса и 8 офицеров военно-морских сил Великобритании. За гробом шли члены семьи усопшего: леди Черчилль, закутанная в чёрные покрывала, дети — Рэндольф, Сара, Мэри и её муж Кристофер Соумс, внуки. Мужчины шли пешком, женщины ехали в каретах, запряжённых каждая шестёркой гнедых, которыми правили кучера в алых ливреях. Вслед за семьёй с огромным барабаном впереди следовали кавалерия конной гвардии в парадных мундирах, музыканты артиллерийского оркестра в красных киверах, представители британского морского флота, делегация от лондонской полиции. Участники процессии продвигались очень медленно, делая не более шестидесяти пяти шагов в минуту. Оркестр британских военно-воздушных сил, возглавлявший шествие, играл траурный марш Бетховена. На пути следования процессии порядок поддерживали семь тысяч солдат и восемь тысяч полисменов.
Траурная процессия, достигавшая полутора километров в длину, проследовала через всю историческую часть Лондона, сначала от Вестминстера до Уайтхолла, затем от Трафальгарской площади до собора Святого Павла. В 9:45, когда траурная процессия достигла Уайтхолла, Биг-Бен пробил в последний раз и замолчал до полуночи. В Сент-Джеймсском парке с интервалом в одну минуту было произведено девяносто орудийных залпов — по одному на каждый год жизни покойного.
Через Трафальгарскую площадь, Стрэнд и Флит-стрит траурная процессия проследовала к собору Святого Павла, где состоялась панихида. В собор прибыла королева Елизавета II и вся королевская семья: королева-мать, герцог Эдинбургский, принц Чарльз, а также первые лица королевства: архиепископ Кентерберийский, епископ Лондонский, архиепископ Вестминстерский, премьер-министр Гарольд Вильсон, члены правительства и командование вооружённых сил страны.
На церемонию прибыли представители 112 стран, многие страны были представлены главами государств и правительств, в том числе президент Франции Шарль де Голль, западногерманский канцлер Людвиг Эрхард, только КНР не направила своего представителя. Советский Союз представляла делегация в составе заместителя Председателя Совета Министров СССР К. Н. Руднева, маршала Советского Союза И. С. Конева и посла СССР в Великобритании А. А. Солдатова. Похороны транслировались многими телевизионными компаниями, в Европе трансляцию смотрело 350 миллионов человек, в том числе 25 миллионов в Великобритании; только телевидение Ирландии не вело трансляции в прямом эфире.
В соответствии с пожеланием политика он был похоронен в фамильном захоронении семьи Спенсер-Черчилль на кладбище церкви Святого Мартина в Блейдоне, близ Бленхеймского дворца — места его рождения. Гроб с телом был погружен на королевскую баржу на Темзе и в сопровождении почётного эскорта проследовал до вокзала для пересадки на траурный поезд в Блейдон. Портовые краны вдоль реки опускали свои стрелы в знак скорби, над баржей пролетали эскадрильи военных самолётов и с Тауэра был дан прощальный салют.
Церемония погребения в Блейдоне прошла по сценарию, заранее написанному самим Черчиллем. Погребение совершилось в узком кругу семьи и нескольких очень близких друзей. При въезде в Блейдон катафалк встретили мальчики из окрестных селений, каждый из них нёс по огромной свече. Пастор приходской церкви отслужил литию, после чего гроб был опущен в могилу, на которую возложили венок из роз, гладиолусов и лилий, собранных в соседней долине. Надпись, сделанная от руки на ленте венка, гласила: «От благодарной Родины и Британского содружества наций. Королева Елизавета».
В 1965 году на полу Вестминстерского аббатства была положена мемориальная плита «памяти Уинстона Черчилля» и в память 25-летия Битвы за Британию работы Рейнольдса Стоуна.

## Брак и дети
12 сентября 1908 года в Церкви Святой Маргариты состоялась свадьба Сэра Уинстона Спенсера-Черчилля (1874—1965) и Клементины Хозьер (1885—1977). Клементина — дочь леди Бланш Генриетты Огилви и Сэра Генри Монтегю Хозьера.
Молодожёны провели медовый месяц в Бавено, Венеции и замке Вевержи в Моравии, после чего поселились в лондонском доме на Экклстон-сквер, 33.
У них было пятеро детей:
- Диана[англ.] (1909—1963), была замужем дважды, от второго брака с Дунканом Сэндисом[англ.] родилось трое детей.
- Рэндольф (1911—1968); первый брак (с 1939 по 1946 год) с Памелой Берилл Дигби; второй брак с 1948 года с Джун Осборн
- Сара[англ.] (1914—1982), была замужем трижды, первый брак закончился разводом, второй и третий — вдовством; детей не имела.
- Мэриголд (1918—1921) — умерла в возрасте двух лет.
- Мэри (1922—2014), в 1947 году вышла замуж за политика-консерватора Кристофера Соумса, 5 детей.

## Награды
Великобритания
- Индийская медаль с планкой «Punjab Frontier 1897—98» (10 декабря 1898)
- Королевская Суданская медаль 1896—1898 (27 марта 1899)
- Королевская Южно-Африканская медаль 1899—1902 с планками «Diamond Hill», «Johannesburg», «Relief of Ladysmith», «Orange Free State», «Tugela Heights», «Cape Colony» (15 июля 1901)
- Звезда 1914—1915 (10 октября 1919)
- Британская военная медаль (13 октября 1919)
- Медаль Победы (4 июня 1920)
- Орден Кавалеров Почёта (19 октября 1922, посвящён 16 июня 1923)
- Территориальный знак отличия (король Георг V, 31 октября 1924)
- Медаль Серебряного юбилея короля Георга V (1935)
- Коронационная медаль короля Георга VI (1937)
- Медаль Альберта (Королевское общество искусств) (1945)
- Итальянская звезда (2 августа 1945)
- Звезда 1939—1945 (9 октября 1945)
- Африканская звезда (9 октября 1945)
- Французская и Германская звезда (9 октября 1945)
- Медаль Обороны 1939—1945 (9 октября 1945)
- Орден Заслуг (1 января 1946, посвящён 8 января 1946)
- Медаль Войны 1939—1945 (11 декабря 1946)
- Коронационная медаль королевы Елизаветы II (1953)
- Рыцарь ордена Подвязки (24 апреля 1953, посвящён 14 июня 1954)

Иностранные
- Орден «За военные заслуги» 1-го класса с красной лентой (Испания, 6 декабря 1895, утверждено 25 января 1896)
- Суданская медаль хедива с планкой «Khartoum» (Египет, 1899)
- Медаль Кубинской кампании 1895—1898 (Испания, 1914)
- Армейская медаль «За выдающиеся заслуги» (США, 10 мая 1919, вручена 16 июля 1919)
- Кавалер Большого креста ордена Леопольда I (Бельгия, 15 ноября 1945)
- Военный крест 1939—1945 с пальмовой ветвью (Бельгия, 15 ноября 1945)
- Кавалер Большого креста ордена Нидерландского льва (Нидерланды, май 1946)
- Кавалер Большого креста ордена Дубовой короны (Люксембург, 14 июля 1946)
- Военная медаль 1940—1945[англ.] (Люксембург, 14 июля 1946)[26]
- Воинская медаль (Франция, 8 мая 1947)
- Военный крест 1939—1945 с пальмовой ветвью (Франция, 8 мая 1947)
- Кавалер Большого креста на цепи ордена Святого Олафа (Норвегия, 11 мая 1948)
- Медаль Свободы (Дания, 10 сентября 1946)
- Кавалер ордена Слона (Дания, 9 октября 1950)
- Премия Соннинга (Дания, 1950)
- наградное оружие (9-мм пистолет Browning HP серийный номер А 13709) — вручено в 1950 году принцем-регентом Шарлем от имени бельгийского народа[27]
- Компаньон ордена Освобождения (Франция, 18 июня 1958)
- Орден Звезды Непала 1-го класса (Непал, 29 июня 1961)
- Большая лента ордена Саида Мухаммеда бин Али эль Сенусси (Ливия, 14 апреля 1962)
- Почётный гражданин Соединённых Штатов Америки (1963, решение Конгресса США)
- Золотая медаль Конгресса (1969, США)
- Большой крест ордена Белого льва (Чехия, 2014, посмертно)[28]

## Критика
Пребывание на посту министра внутренних дел стало одним из самых сложных и противоречивых этапов в политической карьере Черчилля. Этот период ознаменовался массовыми выступлениями рабочих и акциями суфражисток. Действия Черчилля по усмирению беспорядков неоднократно подвергались жёсткой критике со всех сторон политического спектра, более того, как министр внутренних дел он нёс ответственность даже в случаях, когда лично никак не вмешивался в происходящее.
В ноябре 1910 года стачка в шахтёрском городе Тонипанди в Южном Уэльсе переросла в массовые беспорядки, когда бастующие горняки попытались преградить путь штрейкбрехерам. По требованию местного Главного Констебля Черчилль отдал распоряжение о вводе войск. Хотя приказ Черчилля запрещал войскам вступать в прямой контакт с бунтовщиками, а легенда о стрельбе по мятежникам была неоднократно опровергнута, сам факт использования армии в метрополии вызвал резко негативную общественную реакцию, лейбористы критиковали Черчилля за чересчур жёсткие меры, консерваторы — за нерешительные действия. Другим инцидентом, когда ответственность за жестокость полиции была возложена на Черчилля, стало избиение полицейскими делегации суфражисток 18 ноября того же года.

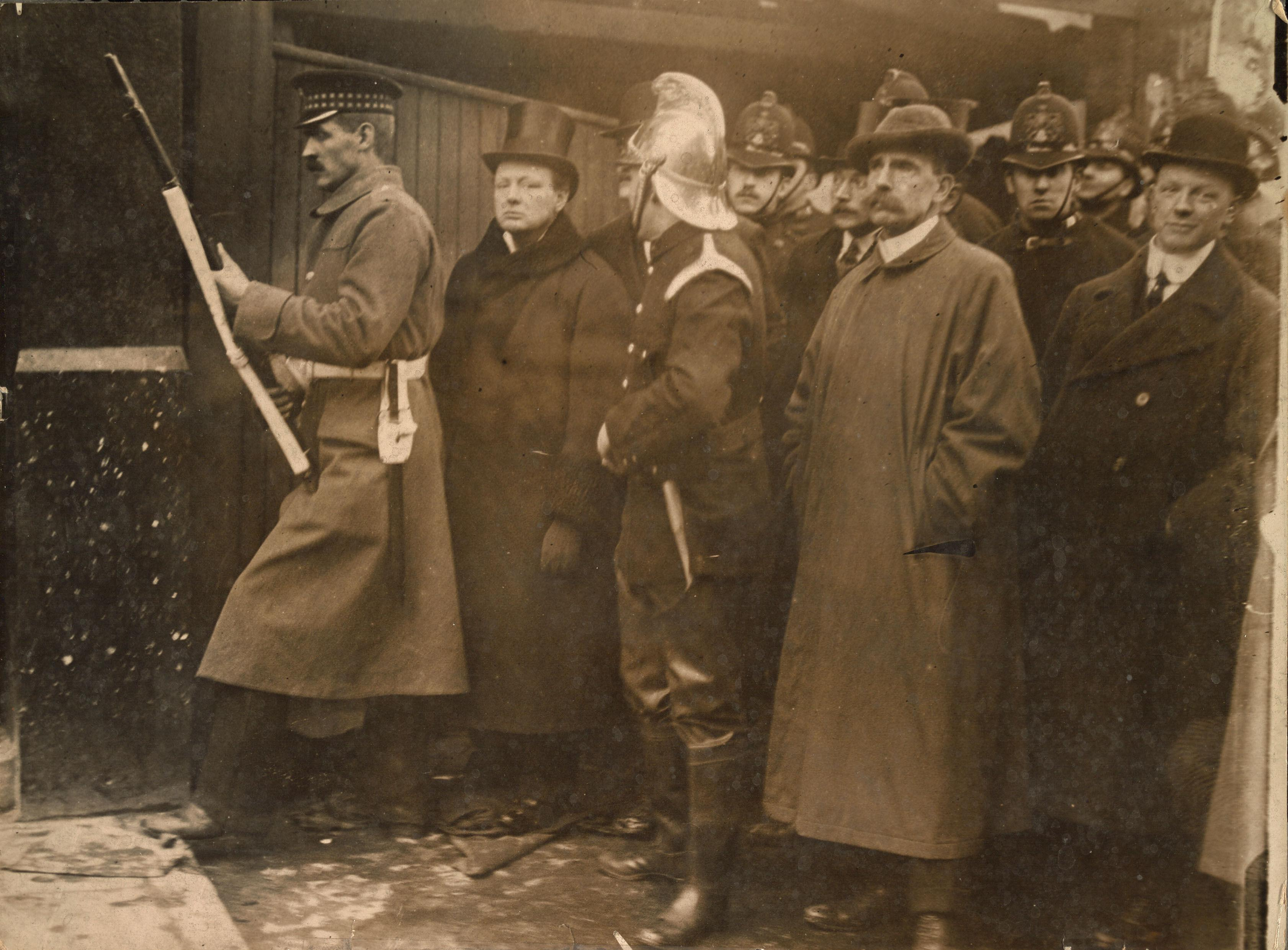
Уинстон Черчилль на Сидней-стрит

Одним из наиболее скандальных эпизодов стало дело об ограблении ювелирного магазина в декабре 1910 года. В ходе ограбления погибло двое полицейских, ещё один был ранен. Черчилль лично посетил похороны погибших. 3 января Черчиллю сообщили, что преступников обнаружили в доме № 100 по Сидней-стрит. Преступники оказали жёсткое сопротивление, один полицейский был убит и двое ранены. Черчилль прибыл на место событий для руководства операцией, на Сидней-стрит были стянуты значительные полицейские силы, из Тауэра прибыло подразделение Шотландской Гвардии. В результате перестрелки в доме, где засели преступники, начался пожар. Черчилль запретил прибывшей пожарной команде тушить огонь. Когда дом догорел, под обломками было обнаружено два обгоревших трупа, главарь банды бежал. На следующий день снимки Черчилля на Сидней-стрит появились в газетах, украшая статьи с язвительными эпитетами. За этот инцидент Черчилль подвергся резкой критике прессы и коллег по парламенту. Бальфур заметил:

Он [Черчилль] и фотограф, оба рисковали своими драгоценными жизнями. Что делал фотограф, я понимаю, но что [там] делал достойный джентльмен?
Оригинальный текст (англ.)He [Churchill] and a photographer were both risking valuable lives. I understand what the photographer was doing but what was the Right Honourable gentleman doing?[

## Увлечение живописью
С 1915 по 1962 год Уинстон Черчилль создал более 500 картин. Политик был удостоен звания Почётного члена Королевской академии художеств. Уже при жизни его персональные выставки прошли в Великобритании, США, Канаде, Австралии и Новой Зеландии. Он опубликовал теоретическую работу «Живопись как приятное времяпрепровождение», в которой рассказал о своих опытах в живописи.

## Литературная деятельность
За свою жизнь Черчилль опубликовал семь книг по истории Великобритании о событиях XX века, а также один роман. Кроме того, в 1930 году он издал автобиографию «Моя ранняя жизнь».
Первая книга Черчилля «Повесть о малакандской полевой армии, 1897 год. Эпизод пограничной войны» была издана в 1898 году и была встречена общественностью с интересом. Затем он написал книгу о войне в Судане «Речная война», которая вышла в двух томах в 1899 году.
В 1900 году Черчилль издал своё художественное произведение, роман «Саврола», повествующий о вымышленной стране Лаурании, где народ свергает диктатора, но завоеваниям масс угрожает заговор анархистов. В конечном счёте британский флот подавляет восстание в Лаурании.
В 1902 году Черчилль приступил к написанию биографии своего отца. Книга увидела свет в 1906 году.
В 1923—1939 годах Черчилль написал книгу о Первой мировой войне «Мировой кризис» в четырёх томах. В этот же период он написал биографию своего предка «Жизнь Мальборо».
В 1948—1953 годах была опубликована серия книг «Вторая мировая война».
Последнюю свою книгу «История народов, говорящих на английском языке», вышедшую в свет в 1956—1958 годах, Черчилль подготовил к изданию уже после отставки с поста премьер-министра в 1955 году.

## Наиболее известные выступления

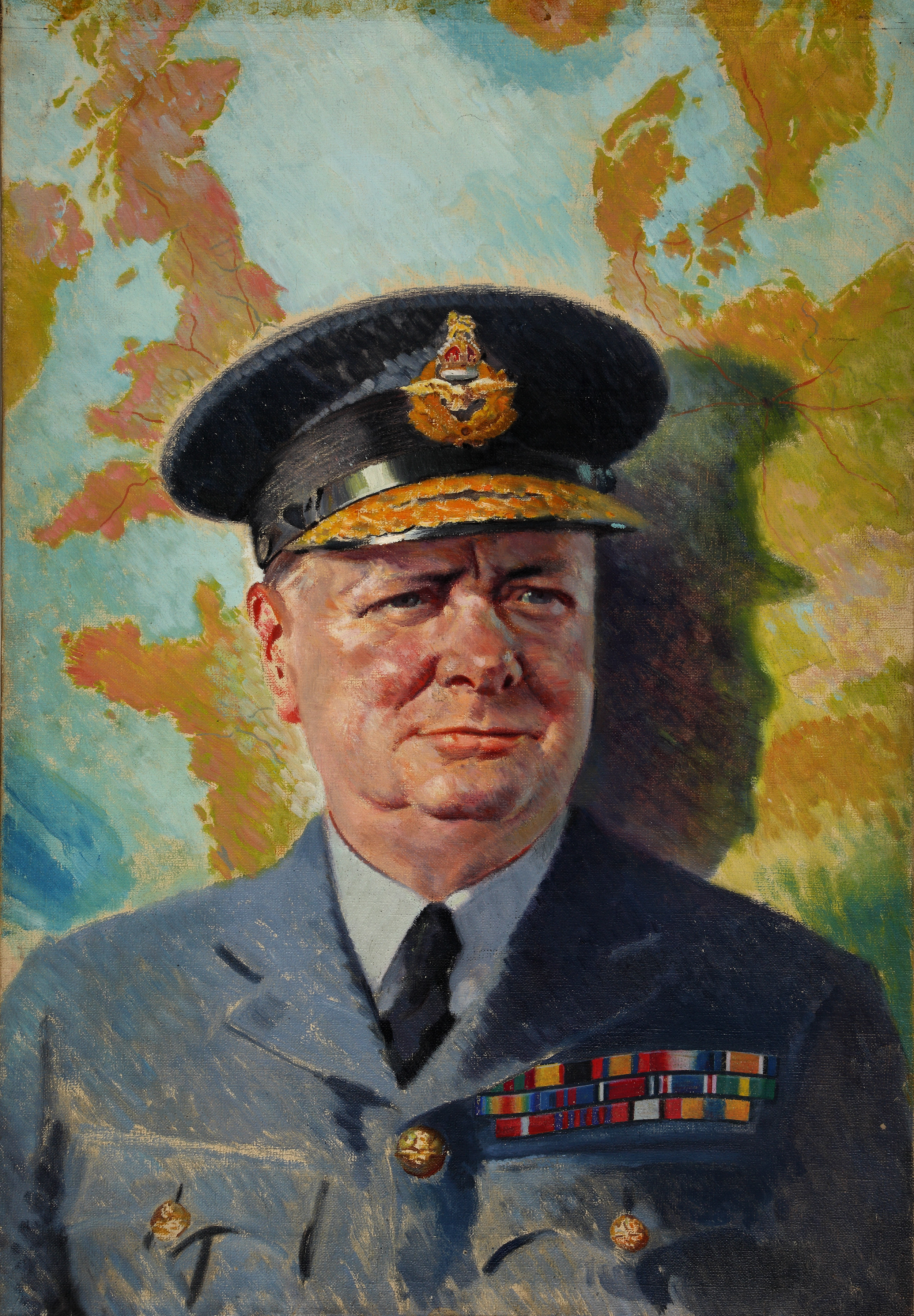
Портрет Черчилля в форме капитана авиации, 1940 год

### Межвоенный период
В 1937 году, выступая в Оксфорде, Черчиль сказал:

Порой говорят, что коммунизм и фашизм — это противоположные полюса. Но в чём же разница между жизнью на северном полюсе и жизнью на южном полюсе. Возможно, если вылезти из своего и́глу, то можно увидеть на одном пингвинов, а на другом белых медведей. Но жизнь ужасна на обоих. Что до меня, я предпочитаю умеренный климат.
Оригинальный текст (англ.)It is sometimes said that Communism and Fascism are poles apart. Perhaps they are. But what difference is there between life at the North Pole and life at the South Pole. Perhaps as one crawls out of one’s igloo, there may be a few more penguins at the one or polar bears at the other. At both, life is miserable. For my part I propose to remain in the Temperate Zone.

### Речи 1940 года
Классическими произведениями ораторского искусства и вершиной ораторского мастерства Черчилля считаются три его речи, произнесённые в парламенте в 1940 году.
В первой своей речи в качестве премьера, 13 мая, известной под названием «Кровь, пот и слёзы» (Blood, Sweat, and Tears), Черчилль заявил:
Я повторю перед Палатой то, что уже сказал присоединившимся к новому Правительству: «Я не могу предложить ничего, кроме крови, тяжёлого труда, слёз и пота».
Нам предстоит суровое испытание. Перед нами много долгих месяцев борьбы и страданий. Вы спрашиваете, какова наша политика? Я отвечу: вести войну на море, суше и в воздухе, со всей нашей мощью и со всей той силой, которую Бог может даровать нам; вести войну против чудовищной тирании, равной которой никогда не было в мрачном и скорбном перечне человеческих преступлений.
Такова наша политика. Вы спрашиваете, какова наша цель? Я могу ответить одним словом: победа — победа любой ценой, победа, несмотря на все ужасы; победа, независимо от того, насколько долог и тернист может оказаться к ней путь; без победы мы не выживем. Необходимо понять: не сможет выжить Британская империя — погибнет всё то, ради чего она существовала, погибнет всё то, что веками отстаивало человечество, к чему веками стремилось оно и к чему будет стремиться. Однако я принимаю свои обязанности с энергией и надеждой. Я уверен, что люди не дадут погибнуть нашему делу.
Сейчас я чувствую себя вправе потребовать помощи от каждого, и я говорю: «Пойдёмте же вперёд вместе, объединив наши силы».
Оригинальный текст (англ.)I would say to the House, as I said to those who've joined this government: "I have nothing to offer but blood, toil, tears and sweat."
We have before us an ordeal of the most grievous kind. We have before us many, many long months of struggle and of suffering. You ask, what is our policy? I will say: It is to wage war, by sea, land and air, with all our might and with all the strength that God can give us; to wage war against a monstrous tyranny, never surpassed in the dark and lamentable catalogue of human crime. That is our policy. You ask, what is our aim? I can answer in one word: victory. Victory at all costs, victory in spite of all terror, victory, however long and hard the road may be; for without victory, there is no survival. Let that be realised; no survival for the British Empire, no survival for all that the British Empire has stood for, no survival for the urge and impulse of the ages, that mankind will move forward towards its goal.
But I take up my task with buoyancy and hope. I feel sure that our cause will not be suffered to fail among men. At this time I feel entitled to claim the aid of all, and I say, "Come then, let us go forward together with our united strength."

Выступая 4 июня после Дюнкерка, Черчилль в речи, вошедшей в историю под названием «Мы будем сражаться на пляжах» (We shall fight on the beaches), вновь выражал непреклонную волю нации к борьбе и победе:

Несмотря на то, что значительные пространства Европы и многие старые и славные государства подпали или могут подпасть под власть гестапо и всего отвратительного аппарата нацистского господства, мы не сдадимся и не покоримся. Мы пойдём до конца, мы будем сражаться во Франции, мы будем сражаться на морях и на океанах, мы будем сражаться с возрастающей уверенностью и растущей силой в воздухе; мы будем оборонять наш Остров, чего бы это ни стоило, мы будем сражаться на побережье, мы будем сражаться в пунктах высадки, мы будем сражаться на полях и на улицах, мы будем сражаться на холмах, мы не сдадимся никогда, и даже, если случится так, во что я ни на мгновение не верю, что этот Остров или большая его часть будет порабощена и будет умирать с голода, тогда наша Империя за морем, вооружённая и под охраной Британского Флота, будет продолжать сражение, до тех пор, пока, в благословенное Богом время, Новый Мир, со всей его силой и мощью, не отправится на спасение и освобождение старого.
Оригинальный текст (англ.)Even though large tracts of Europe and many old and famous States have fallen or may fall into the grip of the Gestapo and all the odious apparatus of Nazi rule, we shall not flag or fail.
We shall go on to the end, we shall fight in France, we shall fight on the seas and oceans, we shall fight with growing confidence and growing strength in the air, we shall defend our Island, whatever the cost may be, we shall fight on the beaches, we shall fight on the landing grounds, we shall fight in the fields and in the streets, we shall fight in the hills; we shall never surrender, and even if, which I do not for a moment believe, this Island or a large part of it were subjugated and starving, then our Empire beyond the seas, armed and guarded by the British Fleet, would carry on the struggle, until, in God's good time, the New World, with all its power and might, steps forth to the rescue and the liberation of the old.

Наконец, 18 июня, говоря о капитуляции Франции, Черчилль призвал англичан вести себя так, чтобы это время в веках считалось звёздным часом нации (речь «Их звёздный час» — Their finest hour.):
То, что генерал Вейган называл битвой за Францию, окончено. Со дня на день начнётся битва за Англию. От исхода этого сражения зависит судьба христианской цивилизации. От этого зависит наша собственная британская жизнь, и длительная непрерывность наших учреждений и нашей Империи. Скоро на нас обрушатся вся ярость и мощь врага. Гитлер знает, что или ему надо сломить нас на нашем острове, или он проиграет войну. Если мы выстоим в борьбе с ним, вся Европа может стать свободной, и жизнь всего мира двинется вперёд на широкие, залитые солнцем высоты. Но если мы потерпим поражение, весь мир, включая Соединённые Штаты, включая всё, что мы знаем и любим, погрузится в бездну нового Тёмного века, который лучи извращённой науки сделают более губительным и, возможно, более длительным. Поэтому соберёмся с духом для выполнения нашего долга и будем держаться так, что если Британская империя и Британское Содружество просуществуют тысячу лет, то и тогда, через тысячу лет, люди скажут: «Это был их звёздный час»
Оригинальный текст (англ.)What General Weygand called the Battle of France is over. I expect that the Battle of Britain is about to begin. Upon this battle depends the survival of Christian civilization. Upon it depends our own British life, and the long continuity of our institutions and our Empire. The whole fury and might of the enemy must very soon be turned on us. Hitler knows that he will have to break us in this Island or lose the war. If we can stand up to him, all Europe may be free and the life of the world may move forward into broad, sunlit uplands. But if we fail, then the whole world, including the United States, including all that we have known and cared for, will sink into the abyss of a new Dark Age made more sinister, and perhaps more protracted, by the lights of perverted science. Let us therefore brace ourselves to our duties, and so bear ourselves that, if the British Empire and its Commonwealth last for a thousand years, men will still say, "This was their finest hour."

### Речи, посвящённые отношениям с СССР
Вечером 22 июня 1941 года Черчилль произнёс по радио речь, посвящённую нападению Германии на СССР. Он подчеркнул, что не отрекается от своей негативной оценки коммунизма, но считает Гитлера главным общим врагом, и потому от имени Великобритании пообещал СССР всемерную помощь и поддержку:

Нацистский режим неотличим от худших черт коммунизма. Он лишён каких-либо принципов и основ, кроме ненавистного аппетита к расовому доминированию. Он изощрён во всех формах человеческой злобы, в эффективной жестокости и свирепой агрессии. За последние 25 лет никто не был более последовательным противником коммунизма, чем я. Я не возьму обратно ни одного слова, которое я сказал о нём. Но всё бледнеет перед развёртывающимся сейчас зрелищем.
Прошлое, с его преступлениями, безумствами и трагедиями, отступает. Я вижу русских солдат, стоящих на пороге своей родной земли, охраняющих поля, которые их отцы обрабатывали с незапамятных времён. Я вижу их охраняющими свои дома; их матери и жёны молятся — о, да — потому что в такое время все молятся о сохранении своих любимых, о возвращении кормильца, покровителя и защитника.
(…)
У нас лишь одна-единственная неизменная цель. Мы полны решимости уничтожить Гитлера и все следы нацистского режима. Ничто не сможет отвратить нас от этого, ничто. Мы никогда не станем договариваться, мы никогда не вступим в переговоры с Гитлером или с кем-либо из его шайки. Мы будем сражаться с ним на суше, мы будем сражаться с ним на море, мы будем сражаться с ним в воздухе, пока с Божьей помощью не избавим землю от самой тени его и не освободим народы от его ига.
Любой человек или государство, которые борются против нацизма, получат нашу помощь. Любой человек или государство, которые идут с Гитлером — наши враги. (…) Нападение на Россию — только прелюдия к попытке завоевания Британских островов. Без сомнения, он надеется завершить его до наступления зимы, чтобы сокрушить Великобританию до того, как флот и военно-воздушные силы Соединённых Штатов смогут вмешаться. (…) Поэтому опасность, угрожающая России, — это опасность, грозящая нам и Соединённым Штатам, точно так же как дело каждого русского, сражающегося за свой очаг и дом, — это дело свободных людей и свободных народов во всех уголках земного шара.
Оригинальный текст (англ.)The Nazi regime is indistinguishable from the worst features of Communism. It is devoid of all theme and principle except appetite and racial domination. It excels in all forms of human wickedness, in the efficiency of its cruelty and ferocious aggression. No one has been a more consistent opponent of Communism than I have for the last twenty-five years. I will unsay no words that I've spoken about it. But all this fades away before the spectacle which is now unfolding.

The past, with its crimes, its follies and its tragedies, flashes away. I see the Russian soldiers standing on the threshold of their native land, guarding the fields which their fathers have tilled from time immemorial. I see them guarding their homes; their mothers and wives pray, ah yes, for there are times when all pray for the safety of their loved ones, for the return of the breadwinner, of the champion, of their protectors.
(…)
We have but one aim and one single irrevocable purpose. We are resolved to destroy Hitler and every vestige of the Nazi regime. From this nothing will turn us. Nothing. We will never parley; we will never negotiate with Hitler or any of his gang. We shall fight him by land; we shall fight him by sea; we shall fight him in the air, until, with God's help, we have rid the earth of his shadow and liberated its people from his yoke.

Any man or State who fights against Nazism will have our aid. Any man or State who marches with Hitler is our foe. (…) His invasion of Russia is no more than a prelude to an attempted invasion of the British Isles. He hopes, no doubt, that all this may be accomplished before the Winter comes and that he can overwhelm Great Britain before the fleets and air power of the United States will intervene. (…) The Russian danger is therefore our danger and the danger of the United States just as the cause of any Russian fighting for his hearth and home is the cause of free men and free peoples in every quarter of the globe.

Я считаю неизбежным, что Россия станет величайшей в мире сухопутной державой после этой войны, так как в результате этой войны она отделается от двух военных держав — Японии и Германии, которые на протяжении жизни нашего поколения наносили ей такие тяжёлые поражения. Однако я надеюсь, что «братская ассоциация» Британского Содружества наций и Соединённых Штатов, а также морская и воздушная мощь могут обеспечить хорошие отношения и дружественное равновесие между нами и Россией, хотя бы на период восстановления. Что будет дальше — глазом простого смертного не видно, а у меня нет пока достаточных познаний о небесных телескопах.

Широкую известность получила также Фултонская речь (Sinews of Peace), произнесённая 5 марта 1946 года в Вестминстерском колледже Фултона (Миссури). Речь посвящена обоснованию необходимости союза англосаксонских стран для борьбы с советско-коммунистической экспансией. Ключевым в этой речи является пассаж о «железном занавесе», характеризующий сложившуюся после войны ситуацию:

Тень упала на сцену, ещё недавно освещённую победой Альянса. Никто не знает, что Советская Россия и её международная коммунистическая организация намерены делать в ближайшем будущем и есть ли какие-то границы их экспансии. (…) От Штеттина на Балтике до Триеста на Адриатике, через весь континент, был опущен «железный занавес». За этой линией располагаются все столицы древних государств Центральной и Восточной Европы: Варшава, Берлин, Прага, Вена, Будапешт, Белград, Бухарест и София, все эти знаменитые города с населением вокруг них находятся в том, что я должен назвать советской сферой, и все они, в той или иной форме, объекты не только советского влияния, но и очень высокого, а в некоторых случаях и растущего контроля со стороны Москвы… Коммунистические партии, которые были очень маленькими во всех этих восточноевропейских государствах, были выращены до положения и силы, значительно превосходящих их численность, и они стараются достичь во всём тоталитарного контроля.
Оригинальный текст (англ.)A shadow has fallen upon the scenes so lately light by the Allied victory. Nobody knows what Soviet Russia and its Communist international organization intends to do in the immediate future, or what are the limits, if any, to their expansive and proselytizing tendencies. (…) From Stettin in the Baltic to Trieste in the Adriatic an iron curtain has descended across the Continent. Behind that line lie all the capitals of the ancient states of Central and Eastern Europe. Warsaw, Berlin, Prague, Vienna, Budapest, Belgrade, Bucharest and Sofia, all these famous cities and the populations around them lie in what I must call the Soviet sphere, and all are subject in one form or another, not only to Soviet influence but to a very high and, in some cases, increasing measure of control from Moscow. Athens alone -- Greece with its immortal glories -- is free to decide its future at an election under British, American and French observation. The Russian-dominated Polish Government has been encouraged to make enormous and wrongful inroads upon Germany, and mass expulsions of millions of Germans on a scale grievous and undreamed-of are now taking place. The Communist parties, which were very small in all these Eastern States of Europe, have been raised to pre-eminence and power far beyond their numbers and are seeking everywhere to obtain totalitarian control. Police governments are prevailing in nearly every case, and so far, except in Czechoslovakia, there is no true democracy.

### Черчилль оСталине
Личный секретарь Черчилля Колвилл сообщает, что 21 июня 1941 года, говоря с шефом о предстоящей советско-германской войне, он задал Черчиллю вопрос: как совместить его готовность помогать СССР с его антикоммунизмом? На это последовал знаменитый ответ:

У меня лишь одна цель — уничтожить Гитлера, и это сильно упрощает мою жизнь. Если бы Гитлер вторгся в ад, я по меньшей мере благожелательно отозвался бы о дьяволе в палате общин.
Оригинальный текст (англ.)I have only one purpose, the destruction of Hitler, and my life is much simplified thereby. If Hitler invaded Hell I would make at least a favourable reference to the devil in the House of Commons.

8 сентября 1942 года Черчилль произнёс в британском парламенте речь по итогам своего визита в Москву в августе 1942 года. Среди прочего он сказал:

России очень повезло, что когда она агонизировала, во главе её оказался такой жёсткий военный вождь. Это выдающаяся личность, подходящая для суровых времён. Человек неисчерпаемо смелый, властный, прямолинейный и даже грубый в своих высказываниях… Однако он сохранил чувство юмора, что весьма важно для всех людей и народов, и особенно для больших людей и великих народов. Сталин также произвёл на меня впечатление своей хладнокровной мудростью, при полном отсутствии каких-либо иллюзий. Я надеюсь, что заставил его поверить в то, что мы будем верными и надёжными соратниками в этой войне — но это, в конце концов, доказывается делами, а не словами.
Оригинальный текст (англ.)It is very fortunate for Russia in her agony to have this great rugged war chief at her head. He is a man of massive outstanding personality, suited to the sombre and stormy times in wich his life has been cast; a man of inexhaustible courage and will-power and a man direct and even blunt in speech … Above all, he is a man with that saving sense of humour which is of high importance to all men and all nations, but particularly to great men and great nations. Stalin also left upon me the impression of a deep, cool wisdom and complete absence of illusions of any kind. I believe I made him feel that we were good and faithful comrades in this war — but this, after all, is a matter which deeds not words will prove.

В начале ноября 1945 года Черчилль произнёс в Палате Общин речь, в которой он, в частности, сказал:

Я лично не могу чувствовать ничего иного, помимо величайшего восхищения, по отношению к этому подлинно великому человеку, отцу своей страны, правившему судьбой своей страны во времена мира и победоносному защитнику во время войны.

Даже если бы у нас с советским правительством возникли сильные разногласия в отношении многих политических аспектов — политических, социальных и даже, как мы думаем, моральных, — то в Англии нельзя допускать существования такого настроения, которое могло бы нарушить или ослабить эти великие связи между двумя нашими народами, связи, составлявшие нашу славу и безопасность в период недавних страшных конвульсий.
9 ноября 1945 года его речь с сокращениями напечатала «Правда».
Фултонская речь 1946 года была последней речью Черчилля, в которой он упоминает имя Сталина в положительном контексте. С тех пор высказывания Черчилля о Сталине были исключительно негативными. Ричард Лангворт, историк и в прошлом президент лондонского Центра Черчилля, отмечает, что в целом отношение Черчилля к Сталину было резко негативным: «Черчилль понял правду о Сталине задолго до 1953 г. Он действительно говорил похвальные вещи о Сталине во время войны, особенно в 1942 г. — но ситуация тогда была иной».
9 октября 1954 года в речи Peace Through Strength (Мир благодаря силе), произнесённой пред конференцией Консервативной партии, он сказал:

Сталин в течение многих лет был диктатором России, и чем больше я изучал его карьеру, тем более меня шокировали те ужасные ошибки, которые он допускал, и та крайняя жестокость по отношению к людям и массам, которыми он управлял. Сталин был нашим союзником в борьбе против Гитлера, когда Россия подверглась агрессии, но когда Гитлер был уничтожен, Сталин превратился в главную угрозу для нас.

После нашей общей победы стало очевидно, что его действия вновь разделили мир. По-видимому, его захватили мечты о мировом господстве. Он превратил треть Европы в сателлита Советского Союза, навязав им коммунизм. Это было прискорбным событием после всего, через что мы прошли.

Но вот уже год, как Сталин умер — это несомненно, и с тех пор я питаю надежду, что открывается новая перспектива для России, новая надежда на мирное сосуществование с русским народом, и наш долг — терпеливо и настойчиво удостовериться, есть ли такой шанс, или нет.
Оригинальный текст (англ.)Stalin was for many years Dictator of Russia and the more I have studied his career the more I am shocked by the terrible mistakes he made and the utter ruthlessness he showed to men and masses with whom he acted. Stalin was our ally against Hitler when Russia was invaded but when Hitler was destroyed Stalin made himself our principal object of dread.
After our joint victory became certain his conduct divided the world again. He seemed to be carried away by his dream of world domination. He actually reduced a third of Europe to a Soviet satellite condition under compulsory communism. These were heartbreaking events after all we have gone through. But a year ago Stalin died - that is certain - and ever since that event I have cherished the hope that there's new outlook in Russia, a new hope of peaceful co-existence with the Russian nation and that it is our duty patiently and daringly to make sure whether there is such a chance or not.

В своих мемуарах Черчилль пишет:

Сейчас нам предстоит вскрыть ошибочность и тщетность хладнокровных расчётов Советского правительства и колоссальной коммунистической машины и их поразительное незнание собственного положения. Они проявили полное безразличие к участи западных держав, хотя это означало уничтожение того самого второго фронта, открытия которого им суждено было вскоре требовать. Они, казалось, и не подозревали, что Гитлер уже более шести месяцев назад принял решение уничтожить их. Если же их разведка поставила их в известность о переброске на Восток огромных германских сил, усиливавшейся с каждым днём, то они упустили многие необходимые шаги, которые следовало предпринять при этих обстоятельствах…

…Война — это по преимуществу список ошибок, но история вряд ли знает ошибку, равную той, которую допустили Сталин и коммунистические вожди, когда они отбросили все возможности на Балканах и лениво выжидали надвигавшегося на Россию нападения или были неспособны понять что их ждёт. До тех пор мы считали их расчётливыми эгоистами. В этот период они оказались к тому же простаками. Сила, масса, мужество и выносливость матушки России ещё должны были быть брошены на весы. Но если брать за критерий стратегию, политику, прозорливость и компетентность, то Сталин и его комиссары показали себя в тот момент Второй мировой войны совершенно недальновидными.— Вторая мировая война

### Апокрифическая речь Черчилля с апологией Сталина
В России часто цитируется апологетическая речь Черчилля о Сталине, якобы произнесённая в Палате лордов на заседании 21 декабря 1959 года, но эта речь является доказанной фальшивкой. Ричард Лангворт отмечает, что эта «речь» отсутствует в полном собрании речей Черчилля, и, кроме того, Черчилль не выступал в парламенте после 1955 года и вообще не произносил публичных речей после октября 1959 года. Российский историк Игорь Куртуков отмечает также, что, согласно парламентским архивам, парламент в указанный день вообще не собирался (он был на каникулах между 17 декабря и 26 января). Куртуков специально проследил источники и происхождение этой фальсификации. Согласно его данным, текст апокрифической речи появился впервые в 1988 году в известном письме Нины Андреевой и затем, в несколько ином варианте, в 1991 году в статье писателя Феликса Чуева (в Интернете распространён также «сводный» вариант); для его изготовления были использованы переработанные фрагменты вышеупомянутой речи 8 сентября 1942 года и статей Исаака Дойчера, истинного автора фразы «принял Россию с сохой, а оставил с атомной бомбой», которая буквально и в оригинальном контексте звучит так: «В основе причудливого культа лежали несомненные сталинские достижения. Он был создателем плановой экономики; он получил Россию, пашущую деревянными плугами, и оставил её оснащённой ядерными реакторами; и он был „отцом победы“». По предположению Куртукова, текст был сконструирован в сталинистском самиздате советских времён.

### Апокрифическое заявление Черчилля о войне и бесчестии
Часто цитируется апокрифическое заявление Черчилля, произнесённое им якобы после заключения в 1938 году Мюнхенского соглашения:

У вас был выбор между войной и бесчестьем. Вы выбрали бесчестье и теперь получите войну.
Оригинальный текст (англ.)You were given the choice between war and dishonour. You chose dishonour, and you will have war

На самом деле это изменённая фраза из письма Черчилля Ллойду Джорджу 13 августа 1938 года, то есть непосредственно перед Мюнхенской конференцией:

Я думаю, что в ближайшие несколько недель нам придётся сделать выбор между войной и позором, и я почти не сомневаюсь, каким будет этот выбор.
Оригинальный текст (англ.)I think we shall have to choose in the next few weeks between war and shame, and I have very little doubt what the decision will be.

## Память

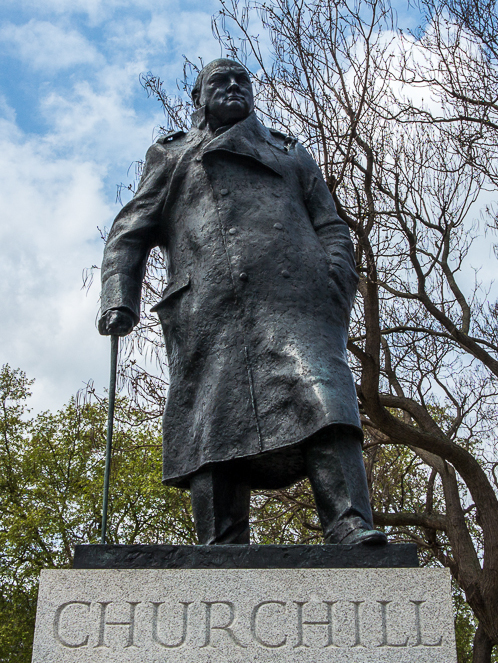
Памятник Черчиллю в Лондоне на Парламентской площади

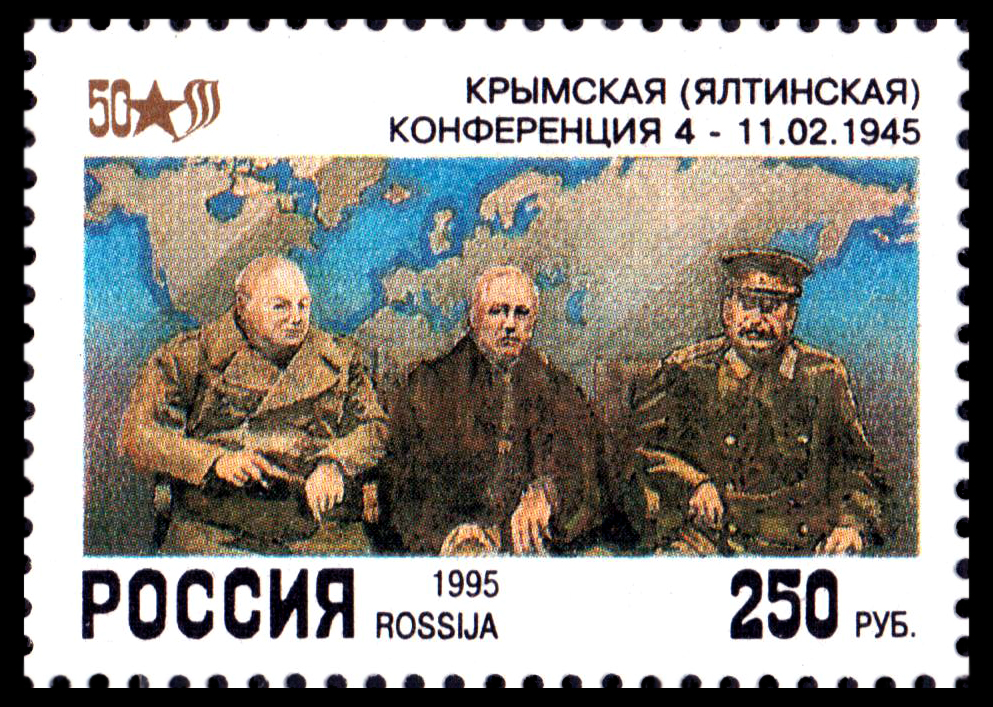
Российская почтовая марка 1995 года, посвящённая 50-летию Ялтинской конференции

- В сентябре 1973 года у здания парламента в Лондоне был открыт памятник Черчиллю. На церемонии открытия присутствовала королева Елизавета II.
- Его именем был назван тяжёлый пехотный танк армии Великобритании периода Второй мировой войны. Сам танк оценивался как малоудачный[источник не указан 1692 дня] и Черчилль шутил, что у танка, носящего его имя, недостатков больше, чем у него самого[40].

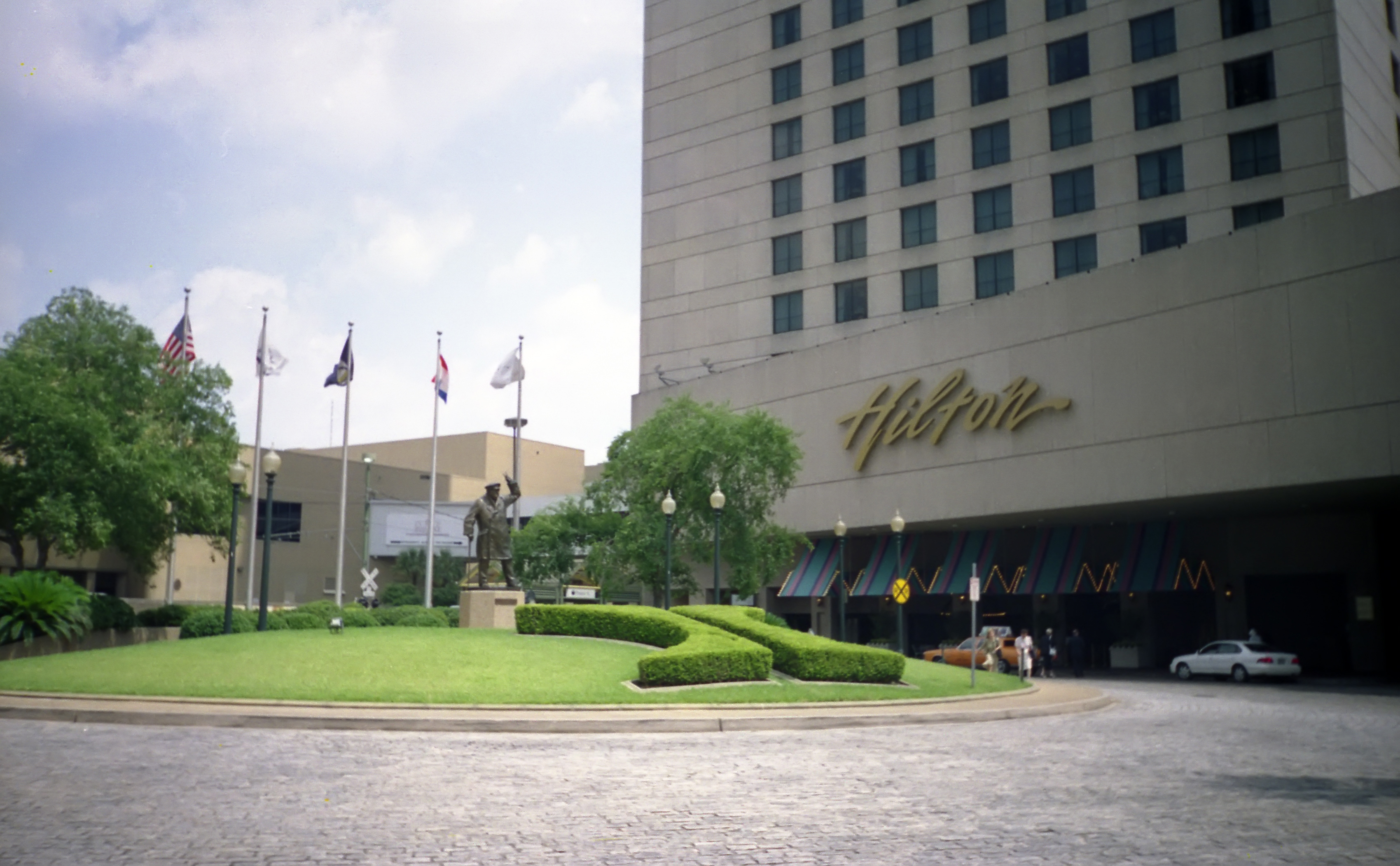
Памятник Черчиллю на Бритиш Плаза Серкл, Новый Орлеан (США)

- В 1977 году памятник Черчиллю установлен в Новом Орлеане (США)[41].
- Национальный парк Данденонг в Австралии в 1944 году был переименован в Черчилл в честь политика[42].
- Черчиллю посвящены британские монеты 1965 (крона — на смерть) и 2015 (5 и 20 фунтов — в память 50-летия со дня смерти) годов.
- Благотворительный фонд Уинстона Черчилля был создан по инициативе мирового сообщества в 1954 году после получения им Нобелевской премии по литературе, Черчилль вложил часть средств в фонд развития[43].

## Избранные сочинения

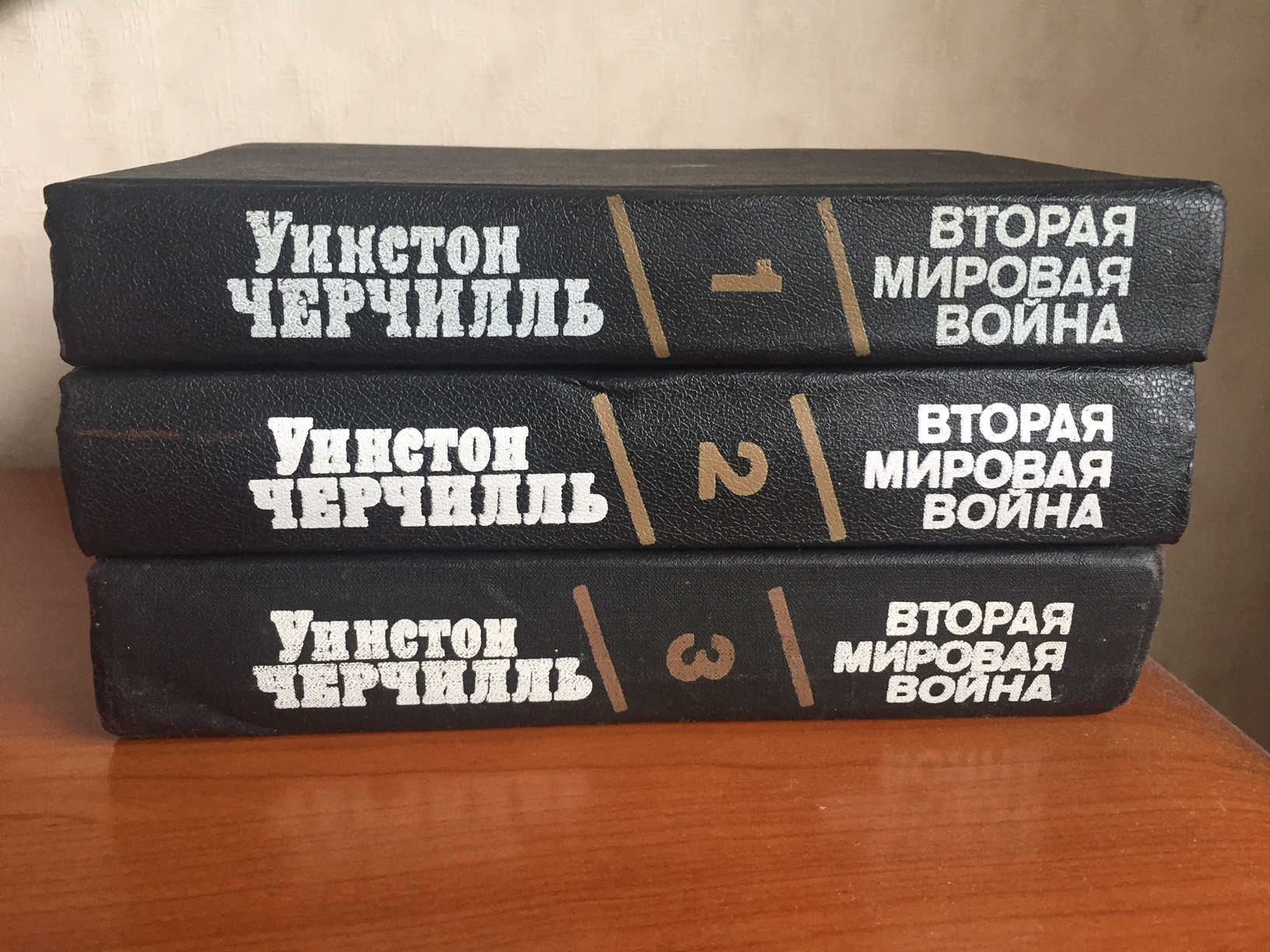
Трёхтомник У. Черчилля «Вторая мировая война», изданный на русском языке, 1991

- «История Малакандского полевого корпуса» (The Story of the Malakand Field Force, 1898)
- «Речная война» (The River War, 1899)
- «От Лондона до Ледисмита через Преторию» (London to Ladysmith via Pretoria, 1900)
- «Саврола» (Savrola, 1900)
  - Саврола. — М.: Алгоритм, 2012. — 240 с. — ISBN 978-5-4438-0115-5
- «Поход Иэна Хэмилтона» (Ian Hamilton’s March, 1901)
- «Мировой кризис» (The World Crisis, 1921—1923 гг., 5 тт.)
- «Неизвестная война: Восточный фронт» (The Unknown War: The Eastern Front, 1931)
- «Мои ранние годы» (My Early Life, 1930)
- «Размышления и приключения» (Thoughts and Adventures, 1932)
- «Великие современники» (Great Contemporaries, 1937)
- «Мальборо: его жизнь и деяния» (Marlborough: His Life and Times, 1933—1938, 4 тт.)
- «Вторая мировая война» (The Second World War, 1948—1954, 6 тт.)
- «История англоязычных народов» (A History of the English-Speaking Peoples, 1956—1958)
- Защита империи: Автобиография / Пер. с англ. — М.: Эксмо, 2012. — 480 с., ил. — (Великие правители). — 4000 экз. — ISBN 978-5-699-53642-9
- Как я воевал с Россией. Litres, 2017.
  - Как я воевал с Россией / [Пер. с англ. А. Шаракшанэ, В. Чухно.] — М.: Родина, 2019. — 464 с. — ISBN 978-5-907255-06-7

## Киновоплощения
- Дадли Филд Мэлон[англ.] — «Миссия в Москву», Mission to Moscow, США, 1943
- Виктор Станицын — «Падение Берлина», 1949; «Сталинградская битва», 1949; «Огни Баку», 1950; «Незабываемый 1919-й», 1952
- Михаил Высоцкий — «Секретная миссия», 1950
- Владимир Трошин — «Крах», 1968
- Юрий Дуров — «Освобождение», 1970—1972
- Саймон Уорд[англ.] — «Молодой Уинстон», 1972
- Ли Дилли — «Орёл приземлился», 1976
- Валентин Казанский — «Солдаты свободы», 1977
- Венсли Питхи — «Суэц, 1956», 1979
- Маирбек Цихиев — «Тегеран-43», 1980
- Роберт Харди — «Уинстон Черчилль: глухие годы[англ.]», 1981
- Бернар Фрессон — «Ялта», 1984
- Георгий Менглет — «Победа», 1985
- Рональд Лэйси[англ.] — «Сталинград», 1989
- Джулиан Феллоус — «Хроники молодого Индианы Джонса», 1992
- Александр Ильин — Тысяча и один рецепт влюблённого кулинара, 1996
- Альберт Финни — «Черчилль» / The Gathering Storm, 2002. Режиссёр Ричард Лонкрэйн
- Леонид Неведомский — «Конвой PQ-17», 2004
- Иэн Мун — «Айк: Обратный отсчёт», 2004
- Дэвид Колдер — «Уоллис и Эдуард», 2005
- Джерри Джордж — «Каллас и Онассис», 2005
- Ян Бейтс — «Я — Боб», 2007
- Род Тейлор — «Бесславные ублюдки», 2009
- Брендан Глисон — «Навстречу шторму», 2009
- Тимоти Сполл — «Король говорит!», 2010
- Иэн Макнис — «Доктор Кто», 2010
- Михаил Дорофеев — «Покер-45: Сталин, Рузвельт, Черчилль», 2010
- Роберт Уайтлок — «Титаник: Кровь и сталь», 2012
- Энди Найман — «Острые козырьки», 2013
- Джон Литгоу — «Корона», 2016
- Брайан Кокс — «Черчилль[англ.]», 2017
- Гэри Олдмен — «Тёмные времена», 2017
- Рори Киннир — «Министерство неджентльменских дел», 2024